# 英雄城市 (蘇聯)
- 英雄要塞
- 英雄城市

「英雄城市」（俄语：город-герой）是指於德蘇戰爭中擁有卓越成就的城市，有12座城市擁有此稱號。另有一稱號「英雄要塞」（俄语：Крепость-герой），只頒予一個要塞——布列斯特要塞。
所有英雄城市或要塞均獲頒列寧勳章，金星獎章以及由苏联最高苏维埃主席团頒發的英雄城市證書。此外，每座城市都立有一座紀念方尖碑。

## 歷史
英雄城市最早出現在1942年的真理報。然而，1945年5月1日斯大林才開始頒發英雄城市，宣佈將列寧格勒、斯大林格勒、塞瓦斯托波爾、敖德薩列为“英雄城市”。
1961年6月22日（德蘇戰爭開戰20周年），基輔亦被列為英雄城市。
1965年，德蘇戰爭勝利20周年，蘇聯政府正式宣佈頒發此獎項予上述城市。除此以外，莫斯科亦獲頒英雄城市獎，布列斯特要塞亦獲頒英雄要塞獎項。
1973年9月14日，新增克赤和新羅西斯克為英雄城市。
1974年6月26日，新增明斯克為英雄城市。
1976年12月7日，新增圖拉為英雄城市。
1985年5月6日，新增摩爾曼斯克和斯摩棱斯克為英雄城市。
1988年，蘇聯政府正式宣佈停止頒發英雄城市。

## 英雄要塞

### 布列斯特要塞

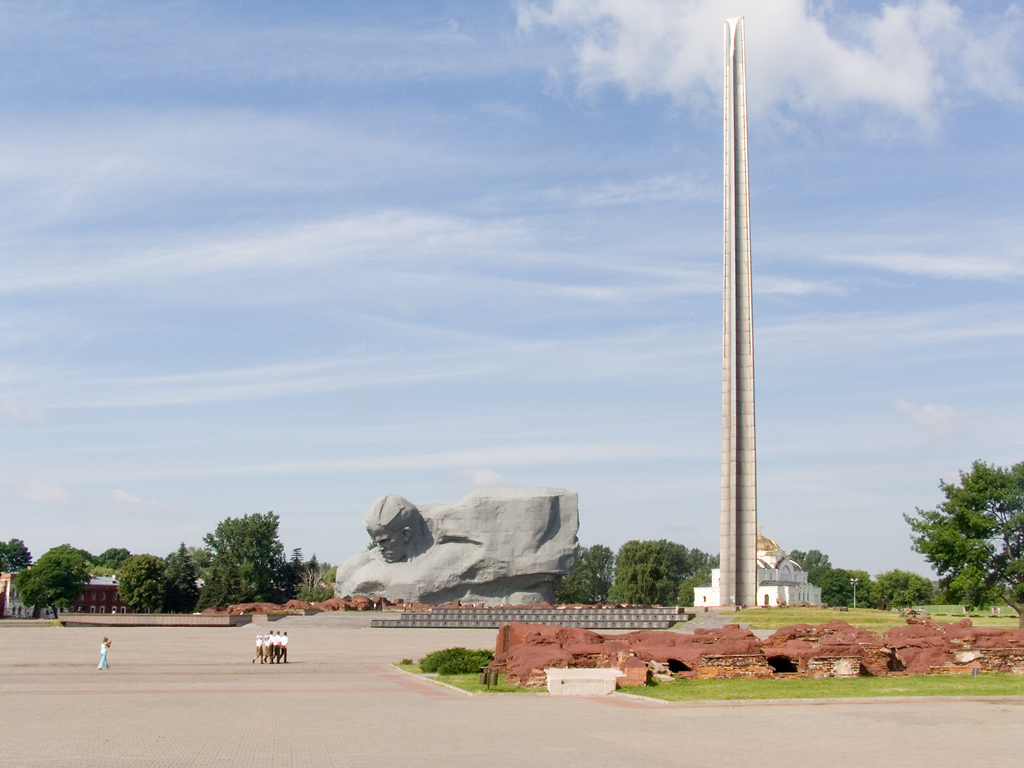
布列斯特要塞方尖碑

本要塞於1965年獲頒英雄要塞之稱號。它位於西布格河上，是根據蘇德互不侵犯條約所訂的邊界。蘇聯紅軍因而對納粹德軍掉以輕心，以致在1941年6月22日的突襲中紅軍手忙腳亂。然而紅軍即使在毫無準備的情況下，仍然與德軍進行消耗戰。德軍即使用盡炮彈，使出催淚彈、並四處縱火，紅軍在缺水缺糧的情況下依然拒絕投降，迫使德軍耗時一個月才能奪取本要塞。即使要塞落入德軍手上，仍有零星的紅軍士兵騷擾德軍達數月之久。

## 英雄城市

### 列寧格勒

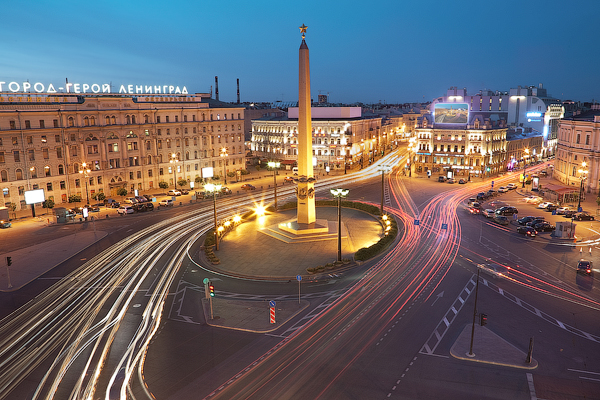
列寧格勒英雄城市紀念碑

1941年8月，德軍抵達列寧格勒城南方，而芬蘭則奪取了卡累利阿地峽，芬蘭和德國分別從北部和南部進行封鎖。1941年9月8日，列寧格勒對外陸路交通被完全切斷，而芬蘭灣亦被封鎖。出入列寧格勒只剩下拉多加湖。（因為芬蘭反對奪取拉多加湖湖畔。）由於強攻列寧格勒將造成重大傷亡，德軍決定採取圍城戰略，迫使紅軍投降。不久以後，列寧格勒陷入缺水缺糧的苦況。公共運輸亦暫停服務。然而，1942年服務又再重啓。成千上萬的列寧格勒市民熬不住第一個冬天，因飢餓而死。與此同時，德軍繼續炮轟本城。然而，列寧格勒城由此至終都沒有投降。每逢冬天來臨，拉多加湖結冰時，紅軍就會運送物資到城内，並把城内非战斗人士撤離，但是在德軍炮火攻擊下亦有不少人身亡。
1944年1月，列寧格勒被解放，城内超過100萬市民身亡，亦有30萬士兵陣亡。列寧格勒因此成為了第一座獲得英雄城市稱號的城市。

### 斯大林格勒

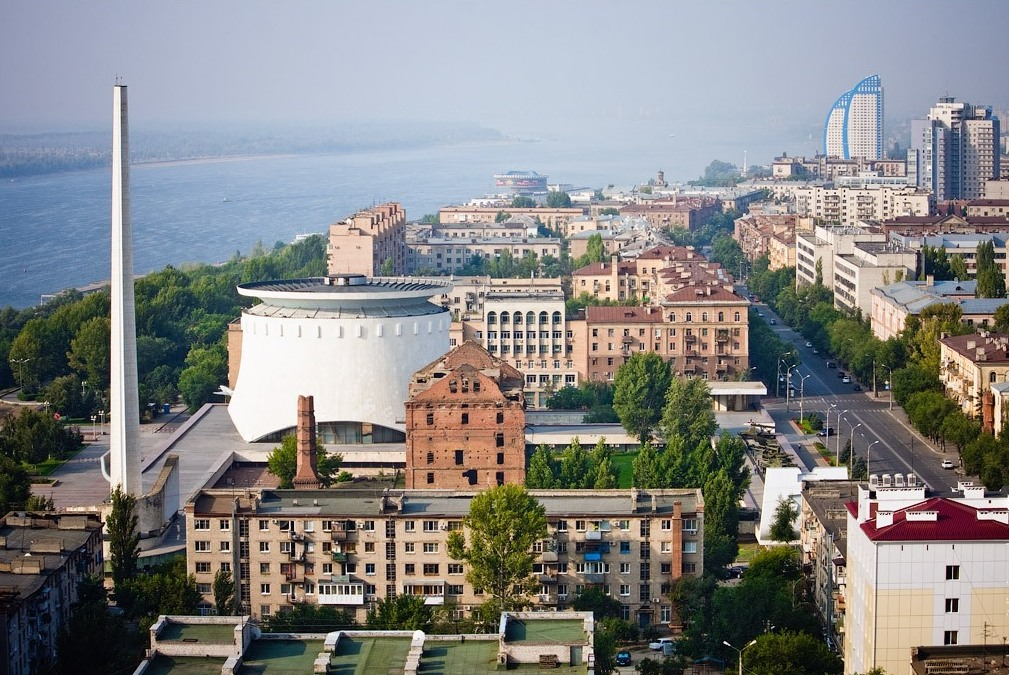
斯大林格勒方尖碑

斯大林格勒戰役始於1942年7月，在該年11月前屬德軍佔優，此後屬紅軍佔優，直至1943年2月2日被包圍的德軍投降為止。這場維持了7個月的戰役乃整場第二次世界大战欧洲战场的轉捩點。戰役中接近200萬名士兵身亡，是人類史上傷亡最慘重的戰役。戰事中於軍工廠的工人先是把手上的所有武器交予士兵，至兵源不足時更親自上戰場。另外，由於温度低至-40°C，以及德軍空襲後佈滿瓦礫的街道，均使德軍坦克毫無用處，因此大部分傷亡均來自城鎮戰中的街道甚至大廈內攻擊。最終德軍損失了接近四分之一的兵力，成為不可彌補的損失。

### 敖德薩

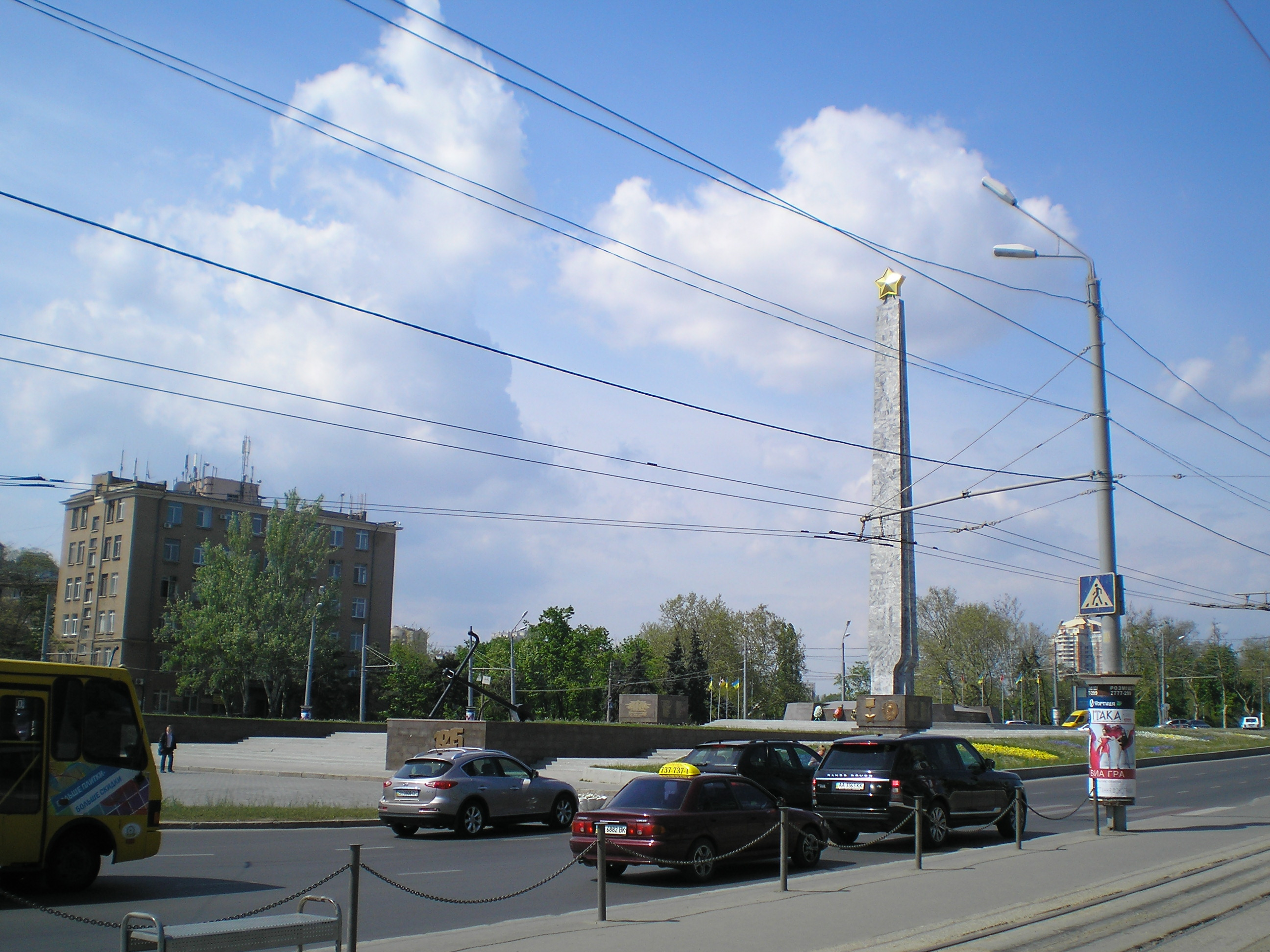
敖德薩四月十日廣場方尖碑

敖德薩於1941年8月上旬被德國的盟友羅馬尼亞王國攻打。本圍城戰持續了整整兩個月，10月羅馬尼亞軍隊攻入城市，城內最後15000人從海路撤離，以保衞蘇聯其他地區。然而，敖德薩淪陷後在該城複雜的地道系統中仍有零星的抵抗。

### 塞瓦斯托波爾

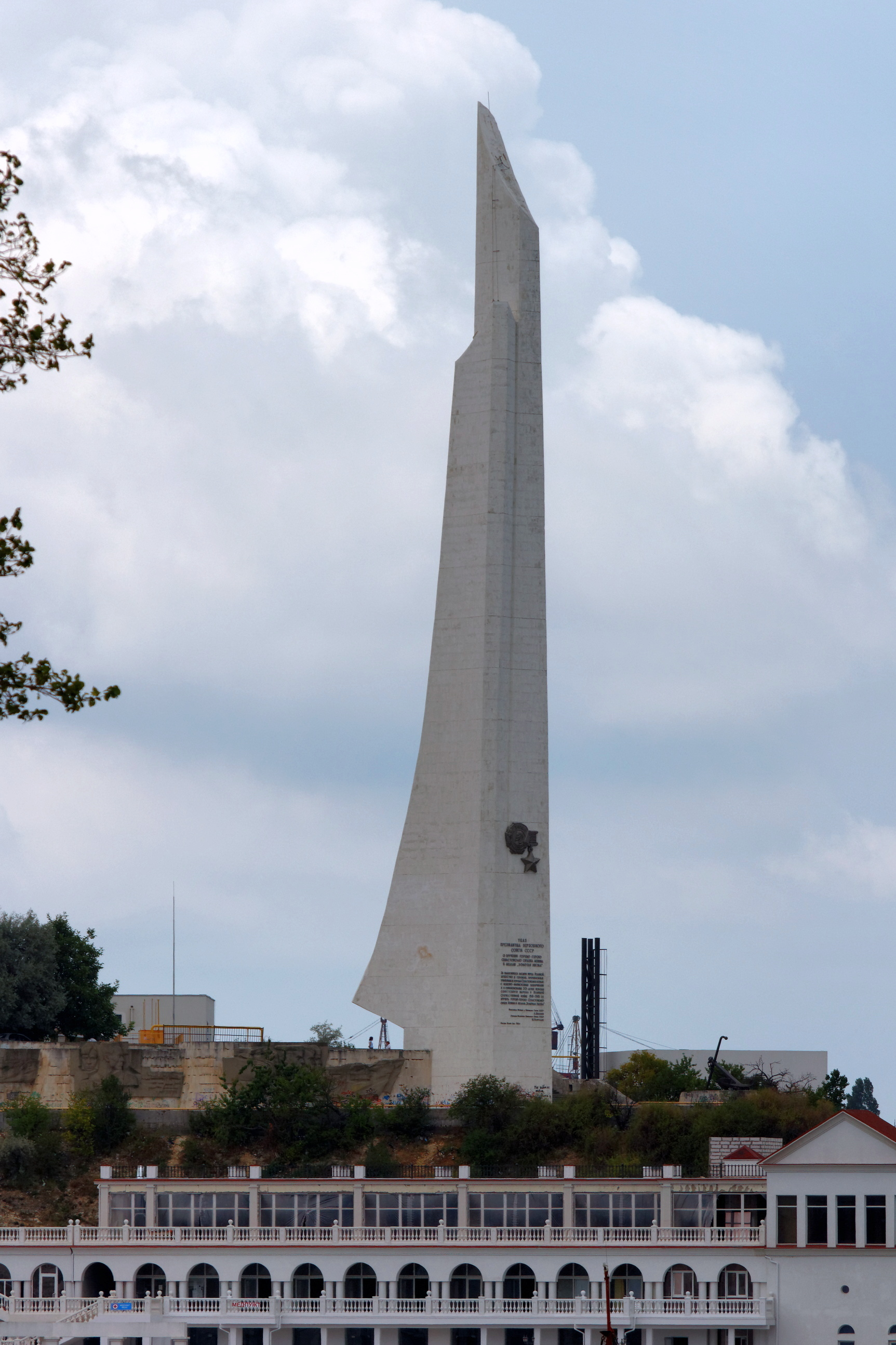
塞瓦斯托波爾方尖碑

塞瓦斯托波爾是一個位於克里米亞半島上的重鎮，設有大量防禦工事。德國與羅馬尼亞聯軍早於1941年10月30日已抵達城市外圍並發動攻擊，然而無功而還。在接着下來的兩個月內，德軍以不同重形巨炮對塞瓦斯托波爾炮轟，其中包括卡爾臼炮以及全球最大的古斯塔夫超重型鐵道炮。1941年12月德軍再次嘗試攻城，但面對紅軍的猛烈防守，加上紅軍於刻赤發動反擊，德軍仍不得要領。翌年6月，德軍發動第三次進攻。由於斯大林命令撤退，本城終告淪陷。但德軍花了8個月才能進城，大大拖慢德軍進度，因而獲得本稱號。

### 莫斯科

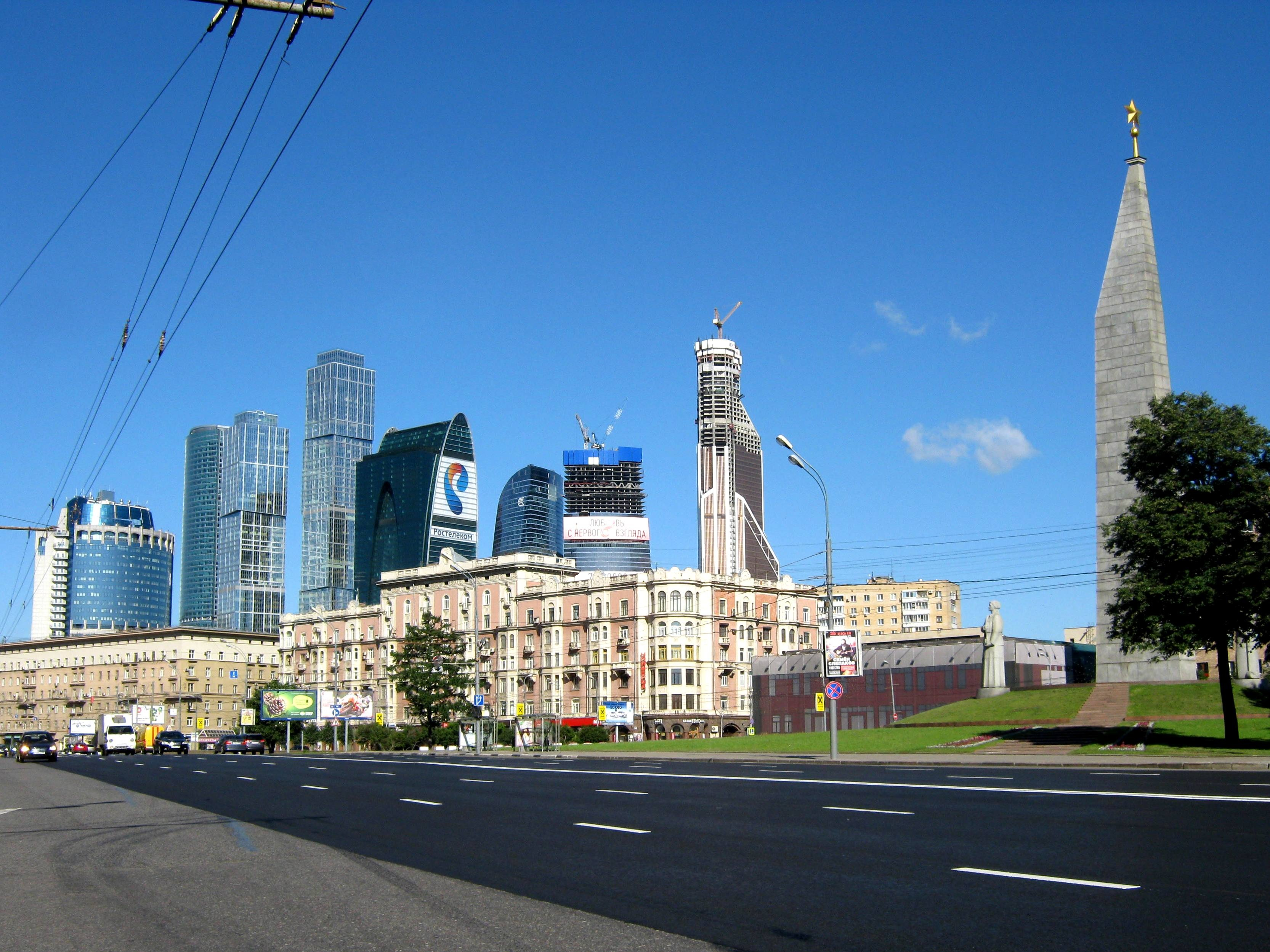
莫斯科紀念碑

作為蘇聯的首都，莫斯科是德軍在第二次世界大戰中首度戰敗的地方。德軍早於1941年11月己抵達莫斯科外圍，蘇聯中央政府亦已撤離，然而斯大林本人則留在城中。在整個守城過程中，莫斯科人團結一致，架設坦克路障。遇到空襲時，則到地鐵站内躲避。由於1941年的冬天異常寒冷，莫斯科氣溫低至-28.8°C，更有德軍將領指氣溫低至-45°C。在如此低温的情況下，德軍根本無法開動坦克，更有不少士兵凍傷。最終德軍在1941年12月2日於克里姆林宫18公里外的希姆基鎮止步，未能攻佔莫斯科，更於1942年1月退到莫斯科州地區以外。這鼓舞人心的消息傳開後，大大提升士氣，希特勒最著名的閃電戰戰無不勝的神話也宣告破滅。

### 基輔

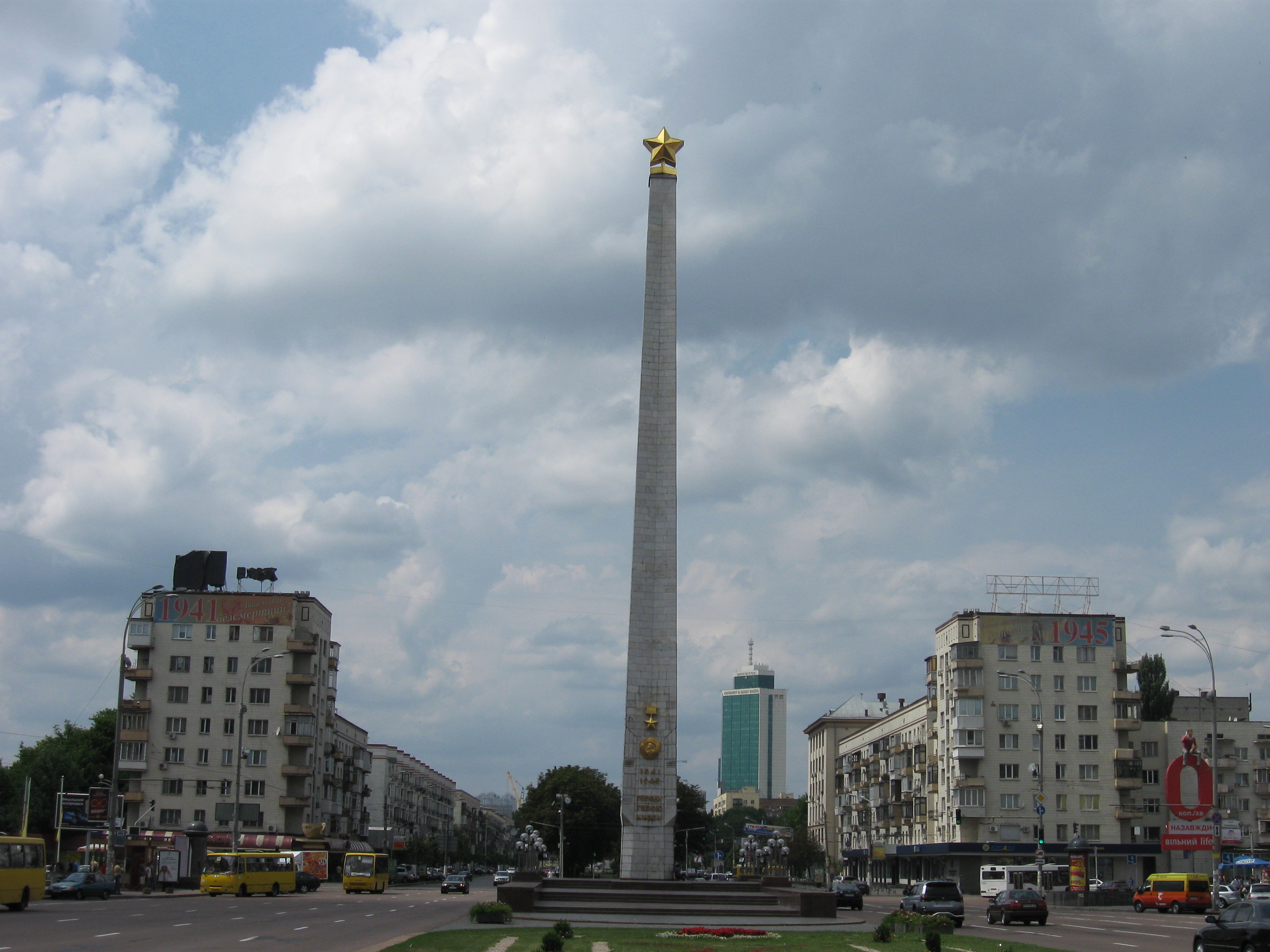
基輔方尖碑

作為烏克蘭苏维埃社会主义共和国的首都，以及第聶伯河上的一座城市，基輔具有重要戰略價值。德軍早於1941年7月7日抵達基輔城外，但紅軍被禁止撤退，結果爆發激烈戰鬥。市民亦協助守城，但本城最終亦於2個月後被攻佔，60萬紅軍被俘，900輛坦克因而報銷。雖然這次防守得到蘇聯中央政府嘉許，但實際上紅軍西南方面軍在本戰役中幾近全軍覆沒，可謂紅軍史上最大敗仗。
兩年後，1943年10月，德軍自從在同年7月庫斯克戰役吃敗仗後，一直處於捱打的局面。當時紅軍計劃下一步便解放基輔，但對實際解放日期則存在爭議。由於斯大林主觀希望在同年11月7日（十月革命26周年）前解放基輔，結果紅軍不惜一切猛攻，導致不必要的損失。

### 新羅西斯克

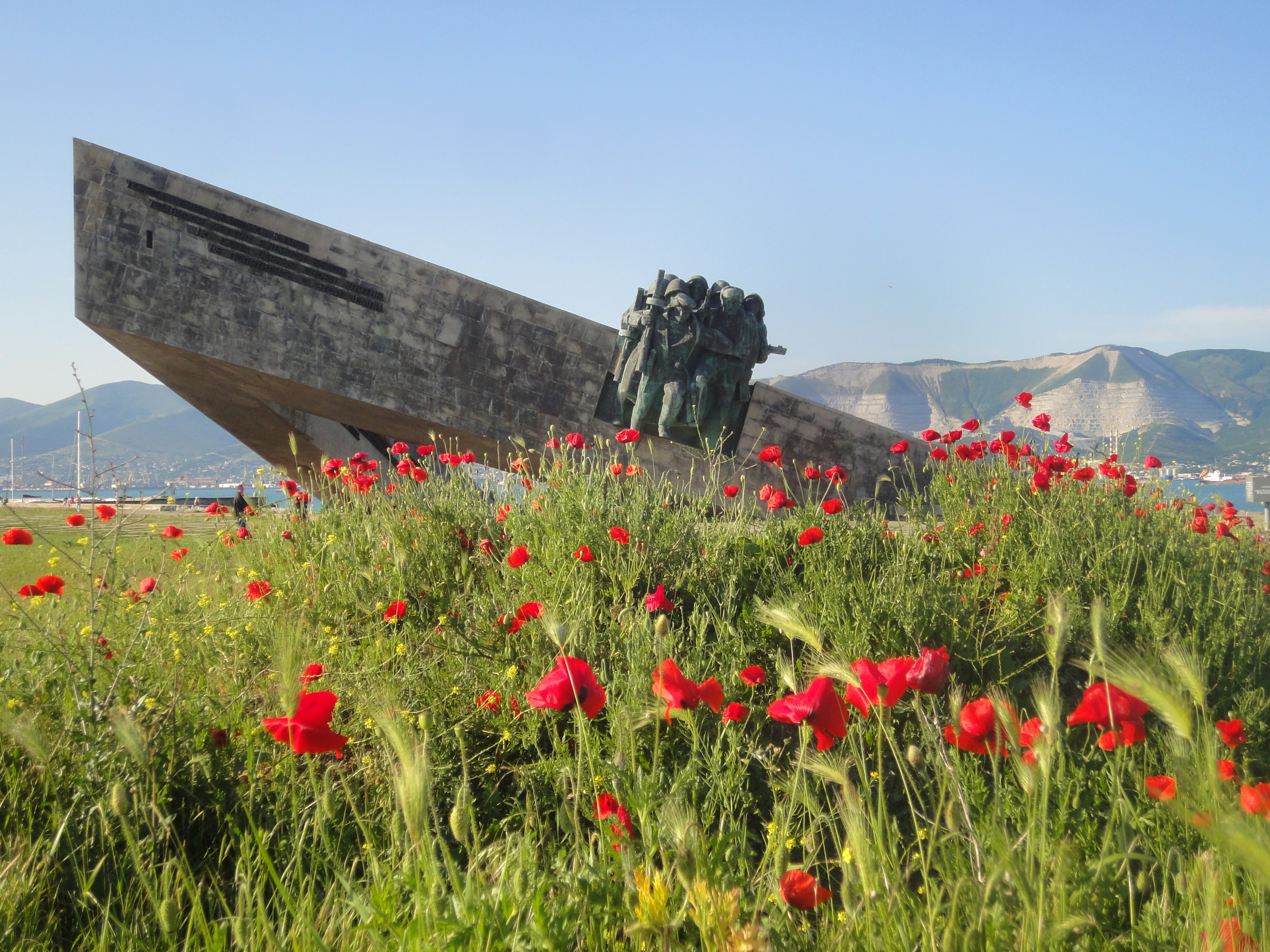
新羅西斯克雕塑

位於黑海東岸的新羅西斯克是紅軍其中一個重要據點。1942年8月中旬，德軍攻擊本港口，紅軍頑強略抵抗。雖然一個月後港口淪陷，但由於紅軍守着港口東南邊，德軍不敢以此作為補給港口，令攻擊支援受阻，阻止德軍奪取高加索的油田以及橫渡伏爾加河。

### 克赤

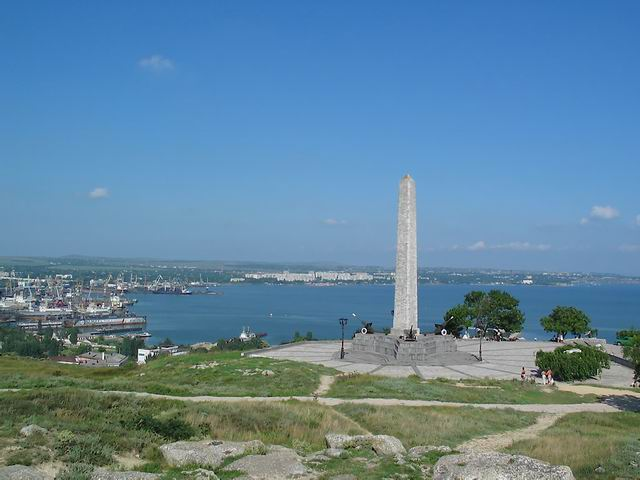
刻赤方尖碑

刻赤位於克里米亞半島東部，東臨刻赤海峽，與俄羅斯南部相對望，因而具有相當重要的戰略價值。1941年11月，德軍在經過激烈戰鬥後，攻佔刻赤。然而，僅一個多月後，同年12月30日紅軍成功收復刻赤，減緩了塞瓦斯托波爾的防守壓力。翌年5月，德軍成功欺騙紅軍，再次進佔刻赤。雖然紅軍被迫撤退，但有不少游擊小隊持續與德軍周旋，令德軍5個月後才能穩守刻赤。
一年後，即1943年10月，紅軍第一次嘗試解放刻赤，但無功而還。半年後，紅軍發動大規模攻擊，1944年4月11日，刻赤被解放。

### 明斯克

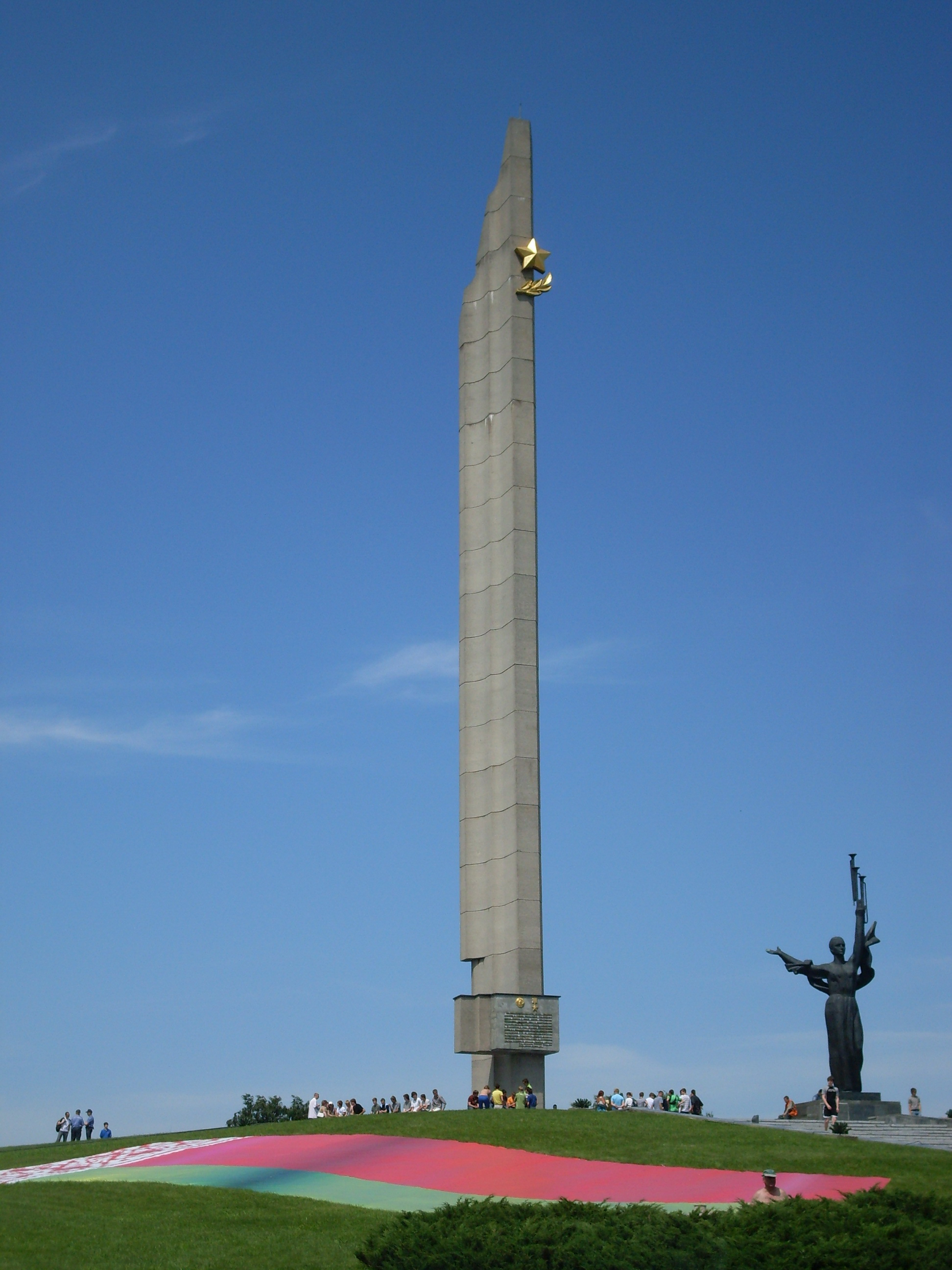
明斯克方尖碑

白俄羅斯苏维埃社会主义共和国的首都明斯克是僅次於布列斯特第二個受攻擊的城市，早於1941年6月26日便被攻打，並被德軍包圍。可是，紅軍即使被包圍仍猛烈反抗，加上德軍由於過於冒進，裝甲部隊未能跟上前鋒，導致包圍圈並不緊密，不少紅軍即使被圍亦能輕易逃脱。結果，雖然有大約29萬紅軍被俘，但逃脱者亦多達24萬。
在接下來的三年，明斯克共有40萬人被殺。另外，本城亦成為蘇聯敵後游擊的集中地。
1944年6月22日，蘇德戰爭爆發三週年。蘇聯發動巴格拉基昂行動，6日後便抵達了明斯克，並包圍德軍。7月4日，明斯克被解放，德軍10萬兵力被殲，中央集團軍全軍覆沒。蘇聯亦在此场戰爭後成功解放所有1939年以前的所有領土。

### 圖拉

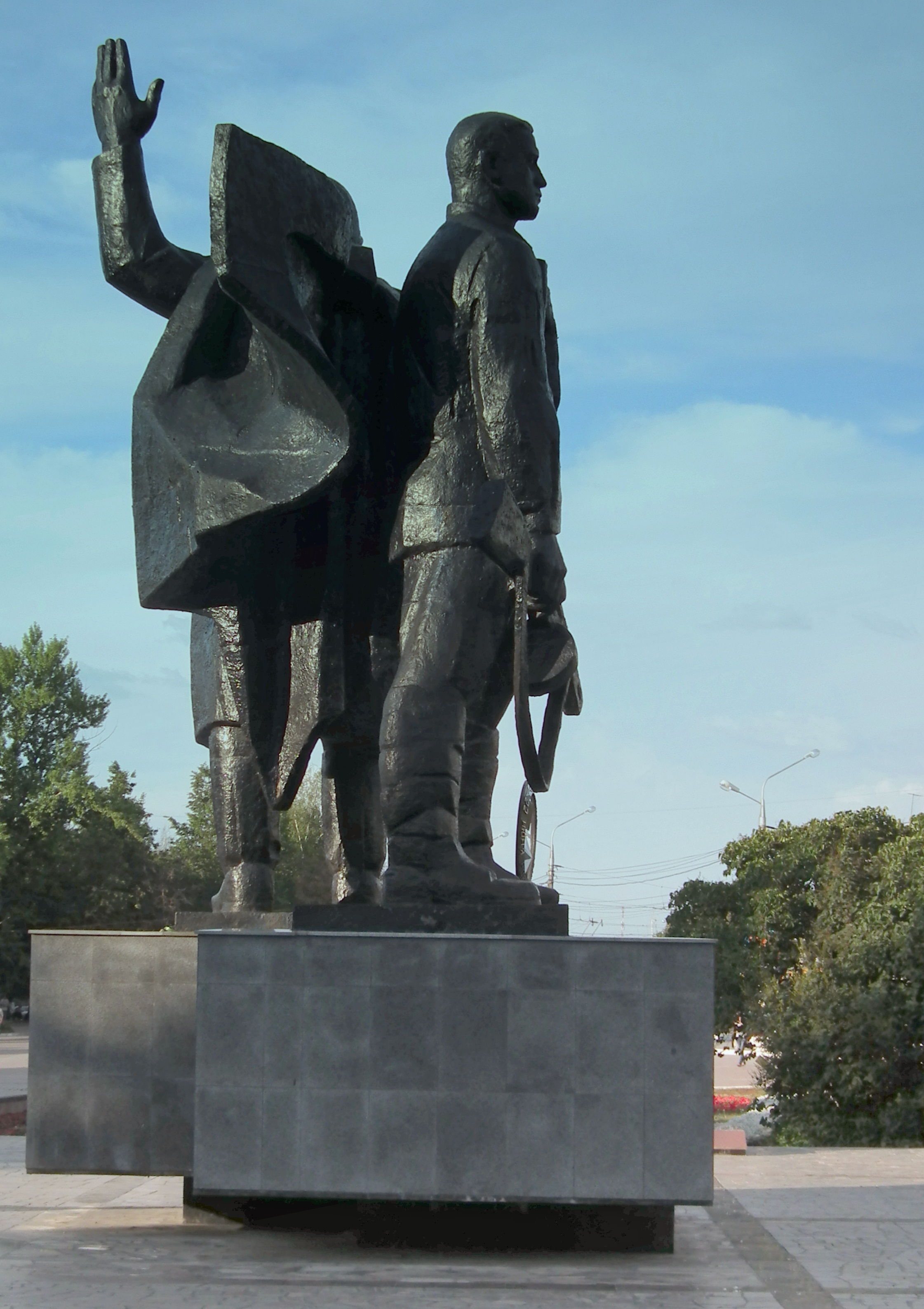
圖拉英雄城市雕塑

图拉位於莫斯科以南173公里处，在莫斯科戰役中也是德軍的主要目標之一。莫斯科戰役中，德軍曾嘗試圍堵莫斯科，而圖拉則成為圍城部隊的必經之地。德軍於1941年10月30日嘗試直搗圖拉但結果失敗，於是德軍嘗試繞過圖拉，把圖拉一併圍進圈内。1941年11月22日，德軍佔領圖拉東南約50公里的斯大林诺戈斯可，26日佔領了圖拉東北約80公里的卡希拉。即使處於劣勢，紅軍仍激烈反抗，最終成功驅趕德軍，穩守莫斯科以南的地區，粉碎了德軍包圍莫斯科的幻想。

### 摩爾曼斯克

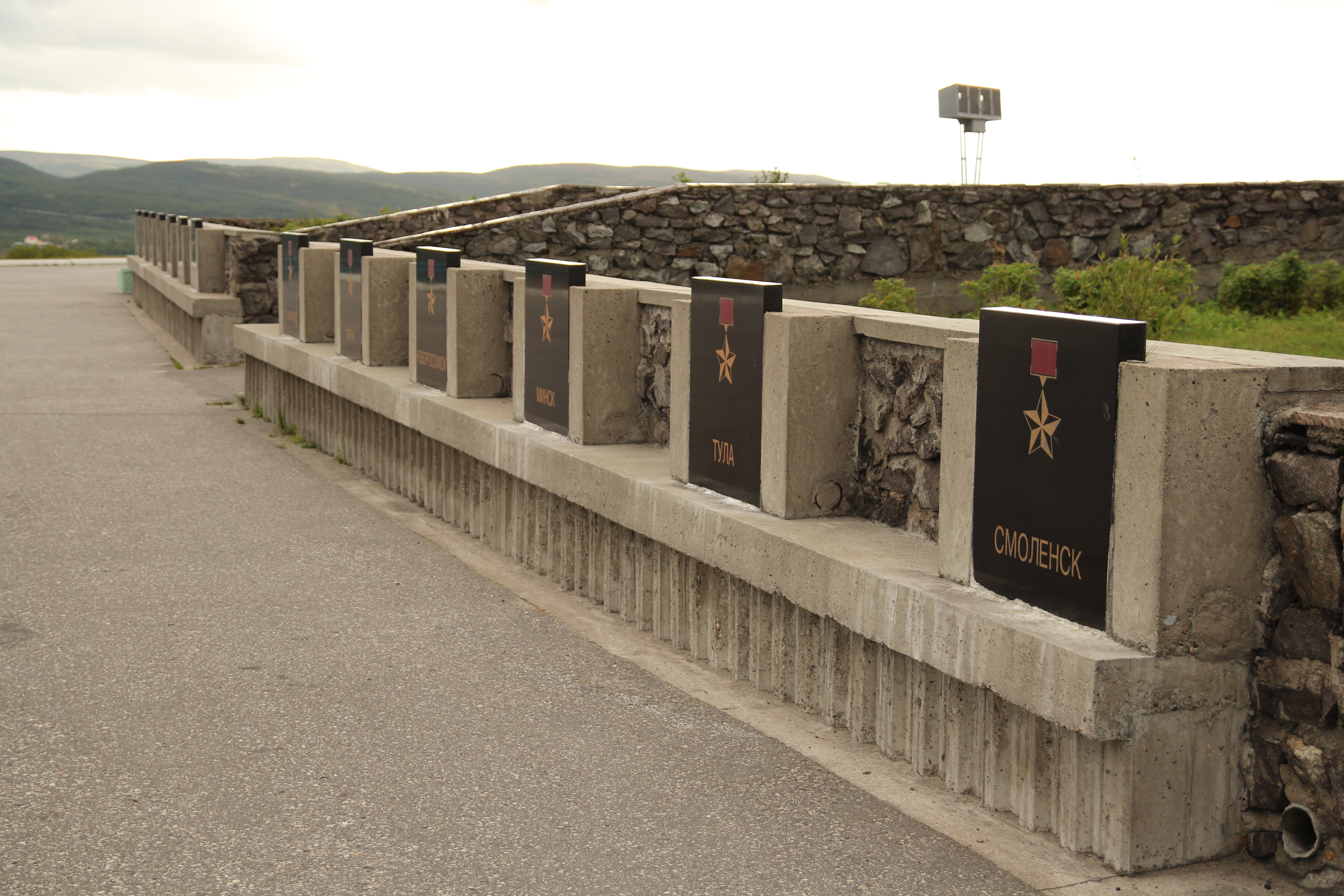
英雄城市陣

摩爾曼斯克相當接近挪威和芬蘭邊境，是一個工業重鎮和蘇聯在北冰洋上唯一的不凍港，因而成為蘇聯接收物資的重要港口。它亦是蘇聯北方艦隊的基地。德軍因而希望攻打本港口。1941年6月22日，德軍從挪威出發，與芬蘭組成聯軍，攻擊科拉半島。然而德軍因未有為極寒天氣作準備而傷亡慘重，反觀芬軍則因適應氣候而攻擊力強。德軍與芬軍在攻擊早段因蘇聯缺乏準備而佔盡優勢。然而紅軍重整旗鼓後，由於德軍補給線逐漸延長，開始處於下風。戰況亦轉趨平穩。戰事一直持續至1941年11月中旬。美國於此時以外交手段介入，警告芬蘭不要繼續攻擊，否則將有十分嚴重的後果。結果，芬蘭無意與之對抗，突然宣佈撤軍，紅軍取得勝利。
在這場戰爭中，德軍與芬蘭軍只能佔領通往摩爾曼斯克鐵路以西30公里處，不足以擾亂鐵路服務。摩爾曼斯克港因此未被封鎖，繼續肩負着接收同盟國物資的重任。

### 斯摩棱斯克

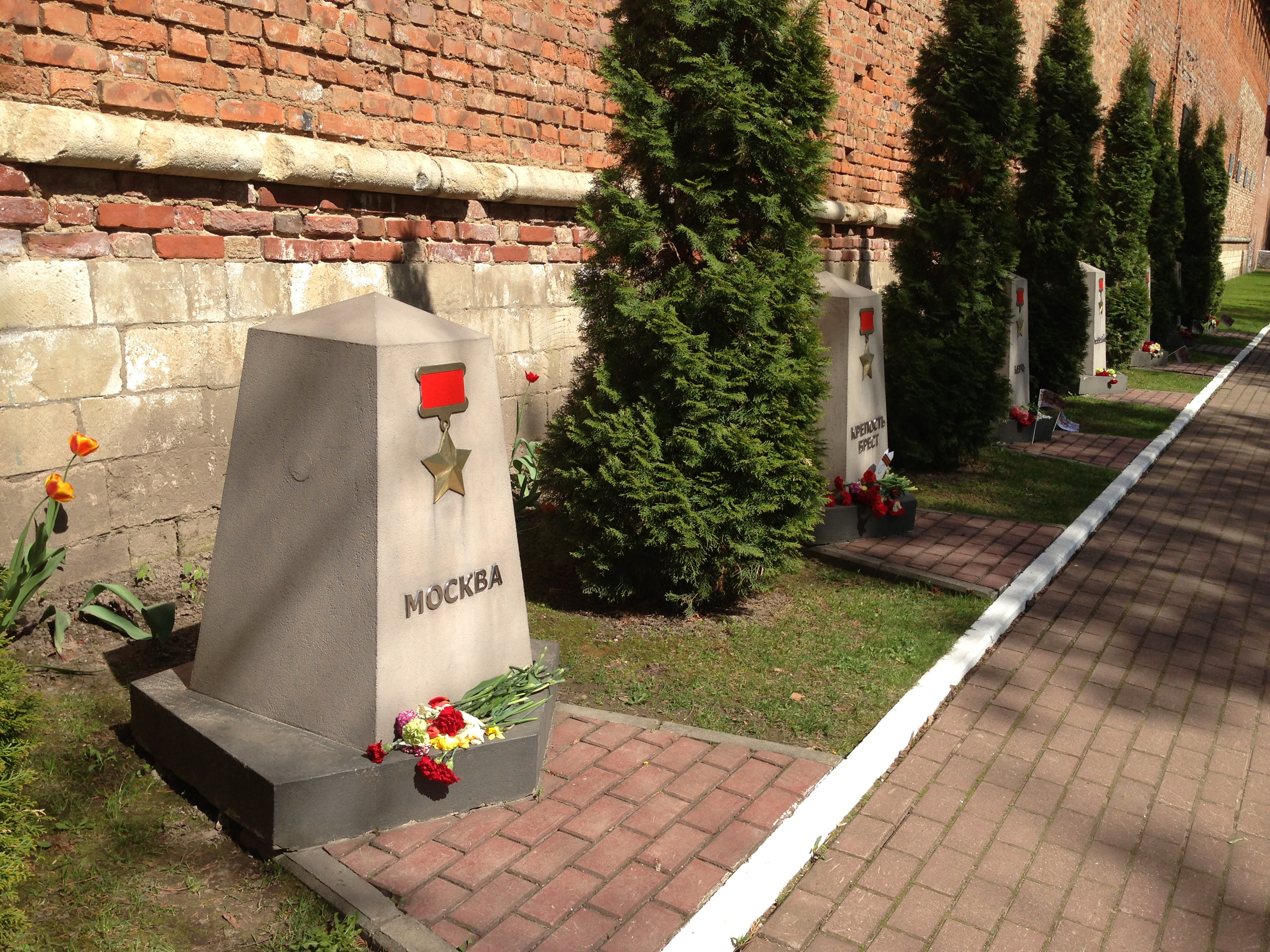
斯摩棱斯克英雄城市牆

斯摩棱斯克戰役是紅軍第一場成功拖延德軍進度的戰役。這座城市距離莫斯科約370公里，位處第聶伯河和道加瓦河的上游附近，兩條河之間相差僅僅約70公里。它更是由明斯克通往莫斯科的必經之路。在攻擊斯摩棱斯克前，德軍早已對奧爾沙和維捷布斯克發動攻擊，並包圍了第十六軍、第十九軍和第二十軍。1941年7月10日，德軍發動對斯摩棱斯克的進攻。德軍奪取斯摩棱斯克的進程相當順利，在6日後便成功佔領了斯摩棱斯克。然而在斯摩棱斯克以北的地方，在包圍圈內，三個軍團正奮力逃出包圍圈。7月24日，由於德軍裝甲部隊未能跟上包圍部隊，第十九軍和第二十軍成功突圍而出。翌日，德軍堵塞漏洞，紅軍再度被包圍。8月7日，圈內紅軍全部投降。是次包圍總計30萬人被俘，但亦有24萬人成功逃離。由於紅軍與德軍中央集團軍單單在此城便戰鬥了近一個月，斯摩棱斯克在本戰役後幾近成為廢墟。雖然本城於8月7日便被攻陷，但位於斯摩棱斯克東北約50公里的小鎮亞爾采沃亦堅守了拉近大半個月至約1941年9月上旬。結果德軍進度被推遲了2個月。這為東北方的莫斯科提供非常重要的準備時間，使紅軍士兵能於同年11月至12月時成功於莫斯科戰勝。

## 相關郵品與硬幣
蘇聯曾在1975年（德蘇戰爭勝利30週年）推出郵票及明信片，以茲紀念。另外，蘇聯解體後烏克蘭和俄羅斯都曾在1995年及2000年分別發行紀念硬幣。

### 明信片

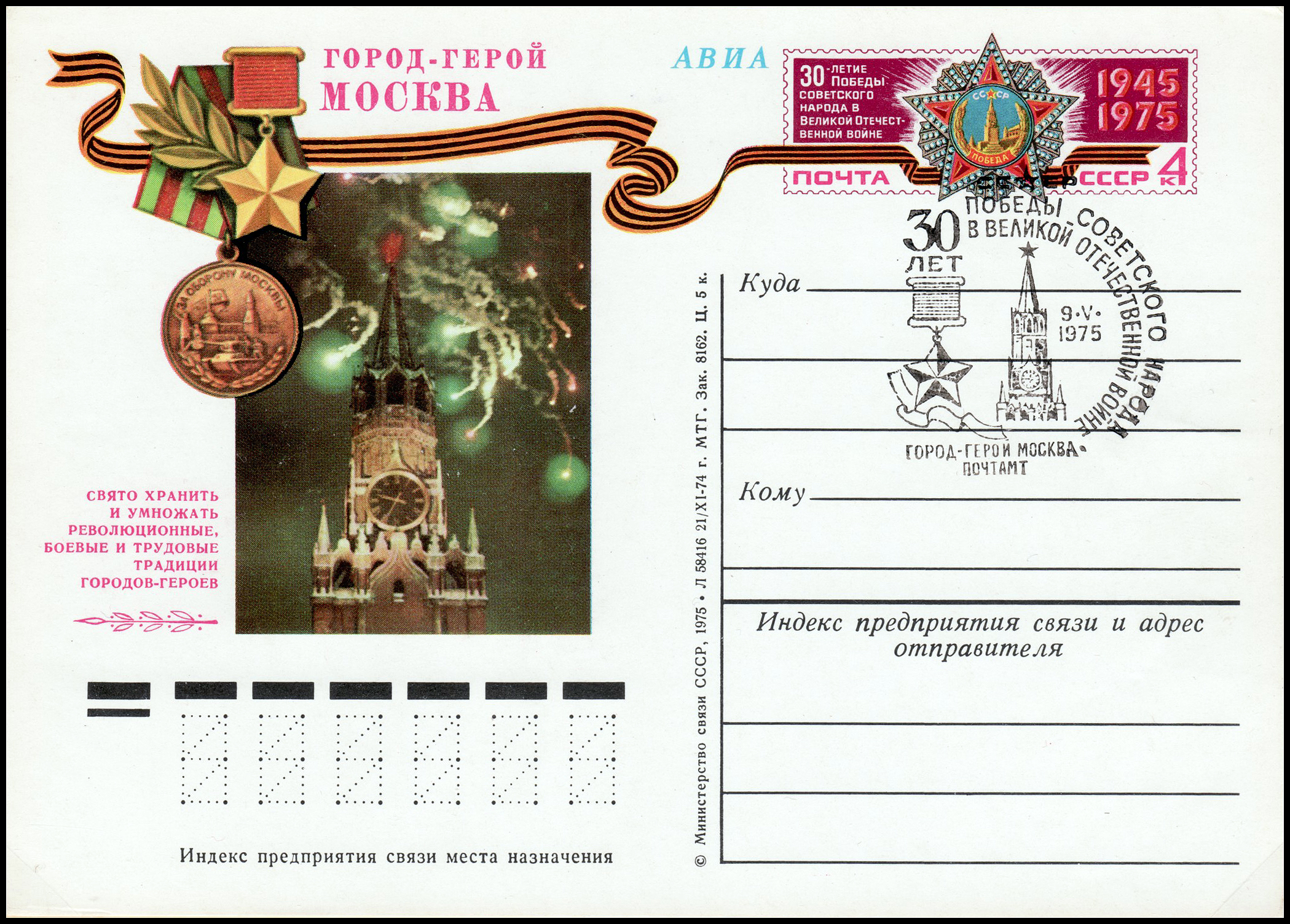
莫斯科
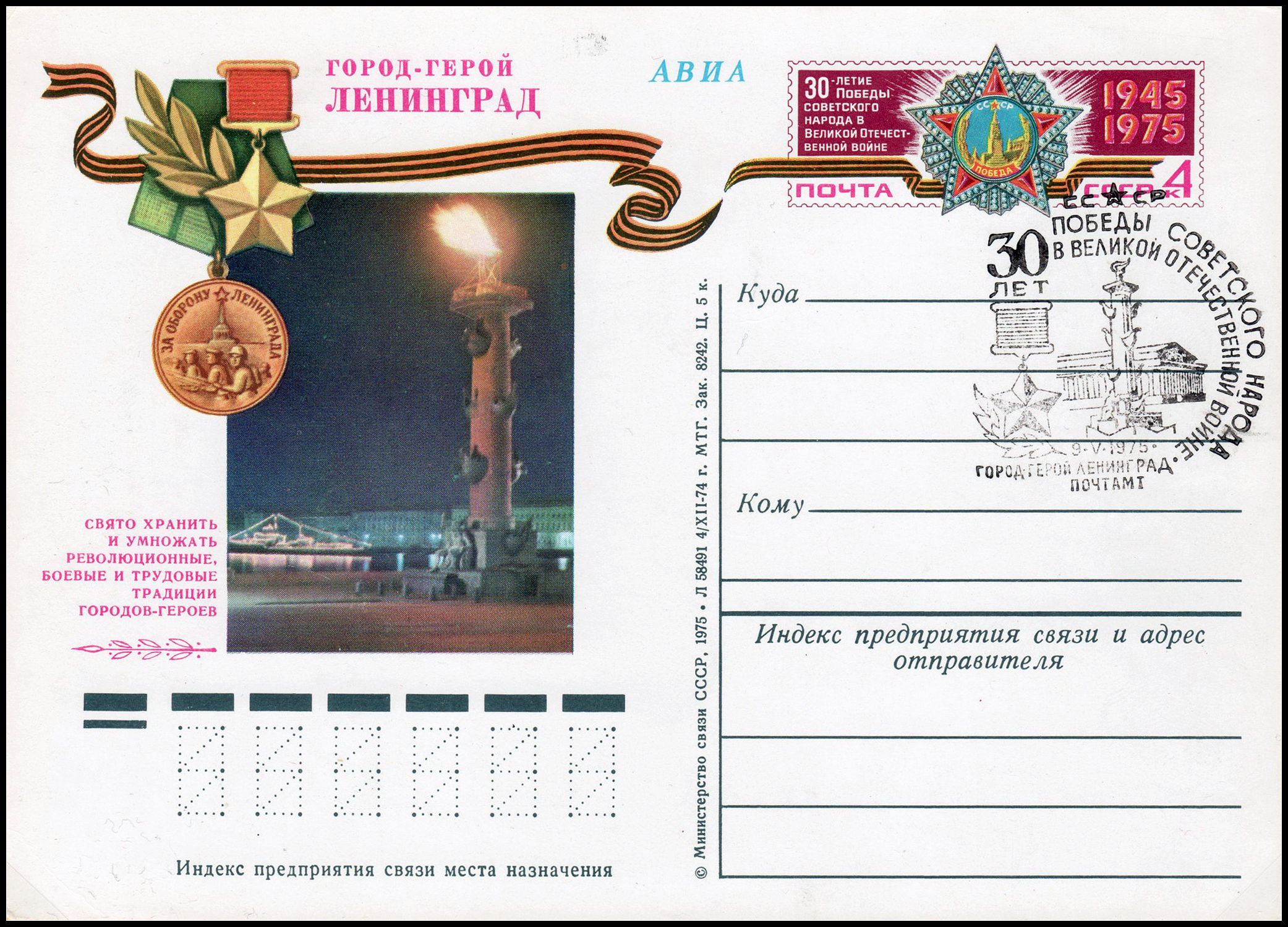
列寧格勒
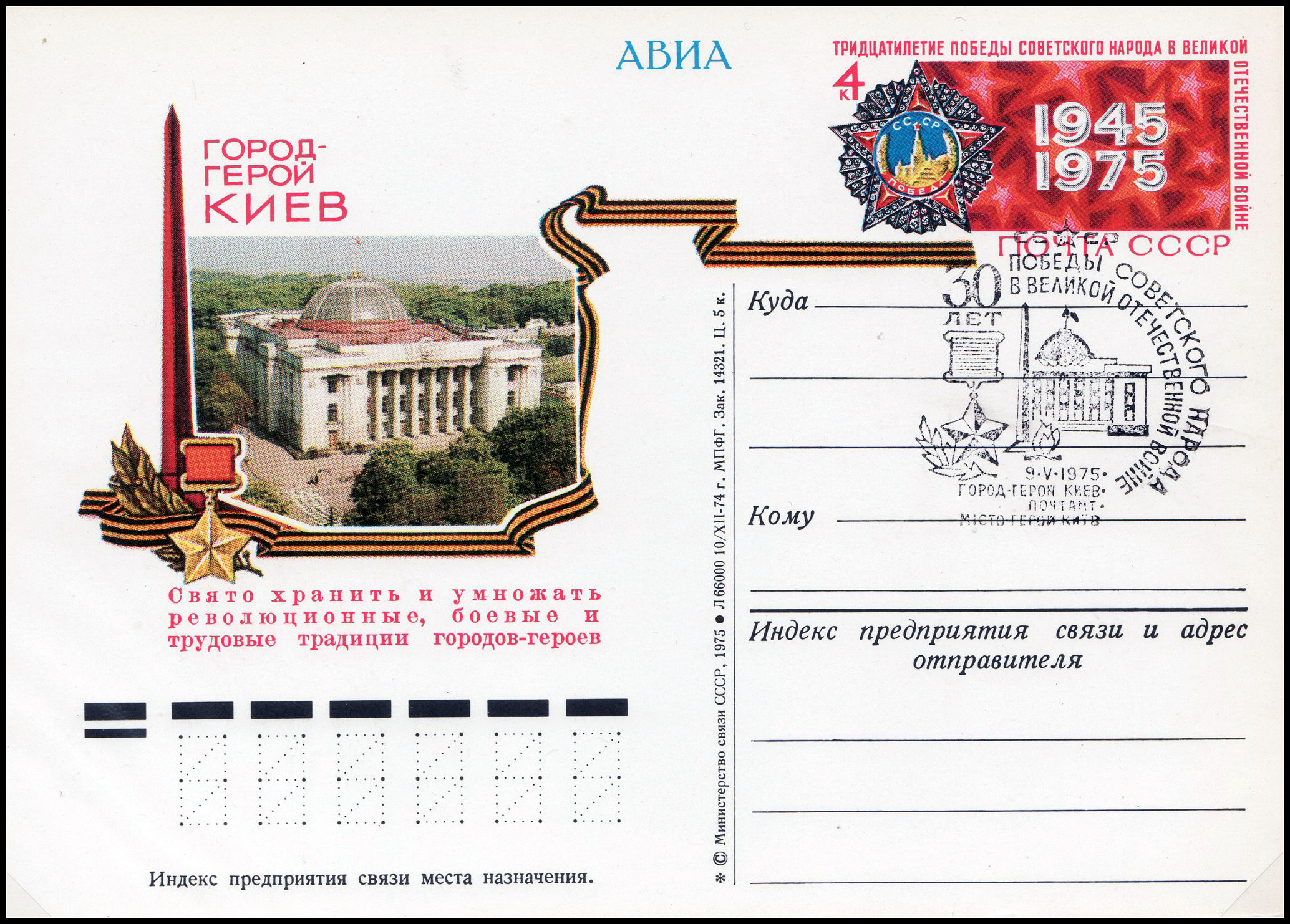
基輔
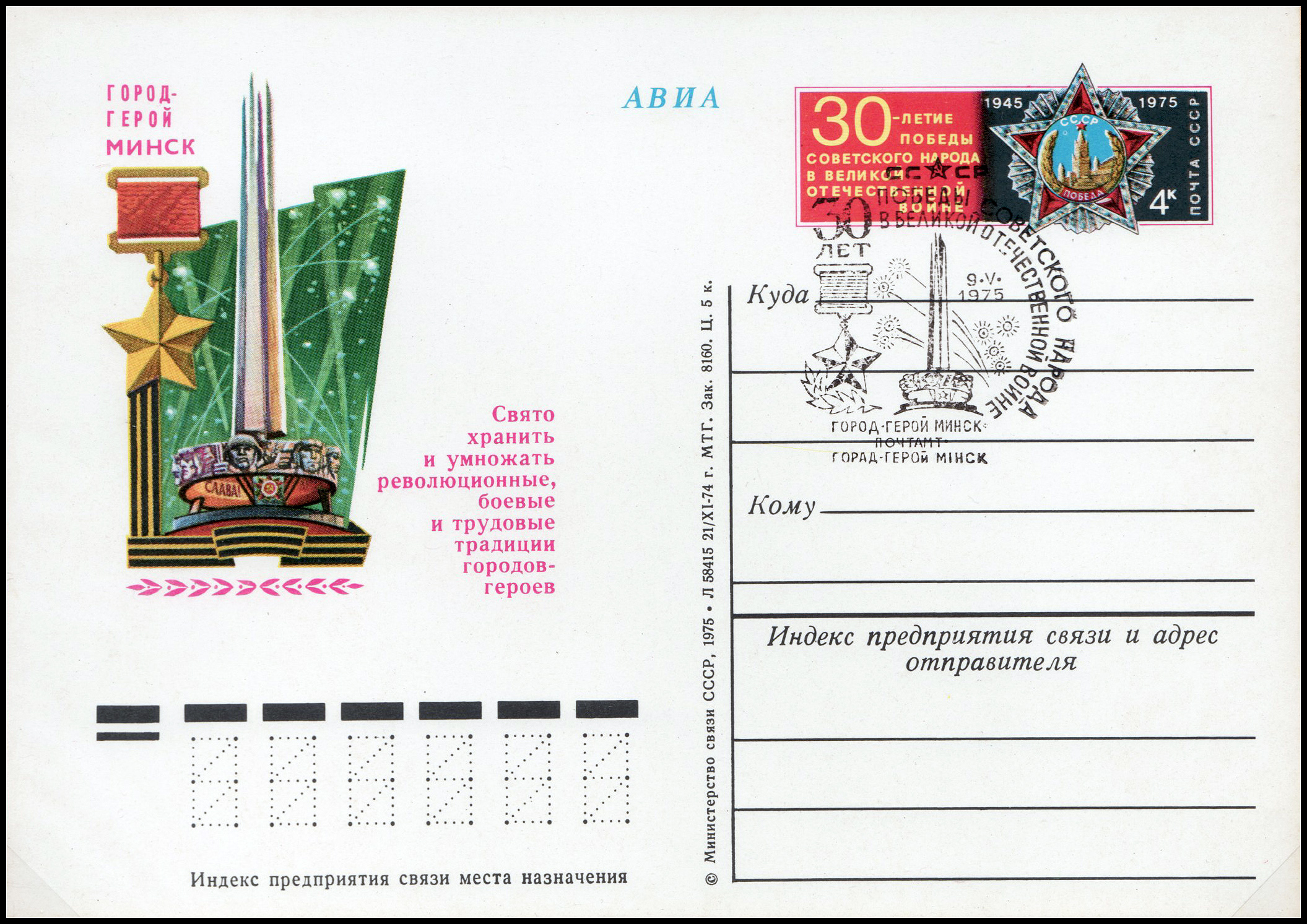
明斯克
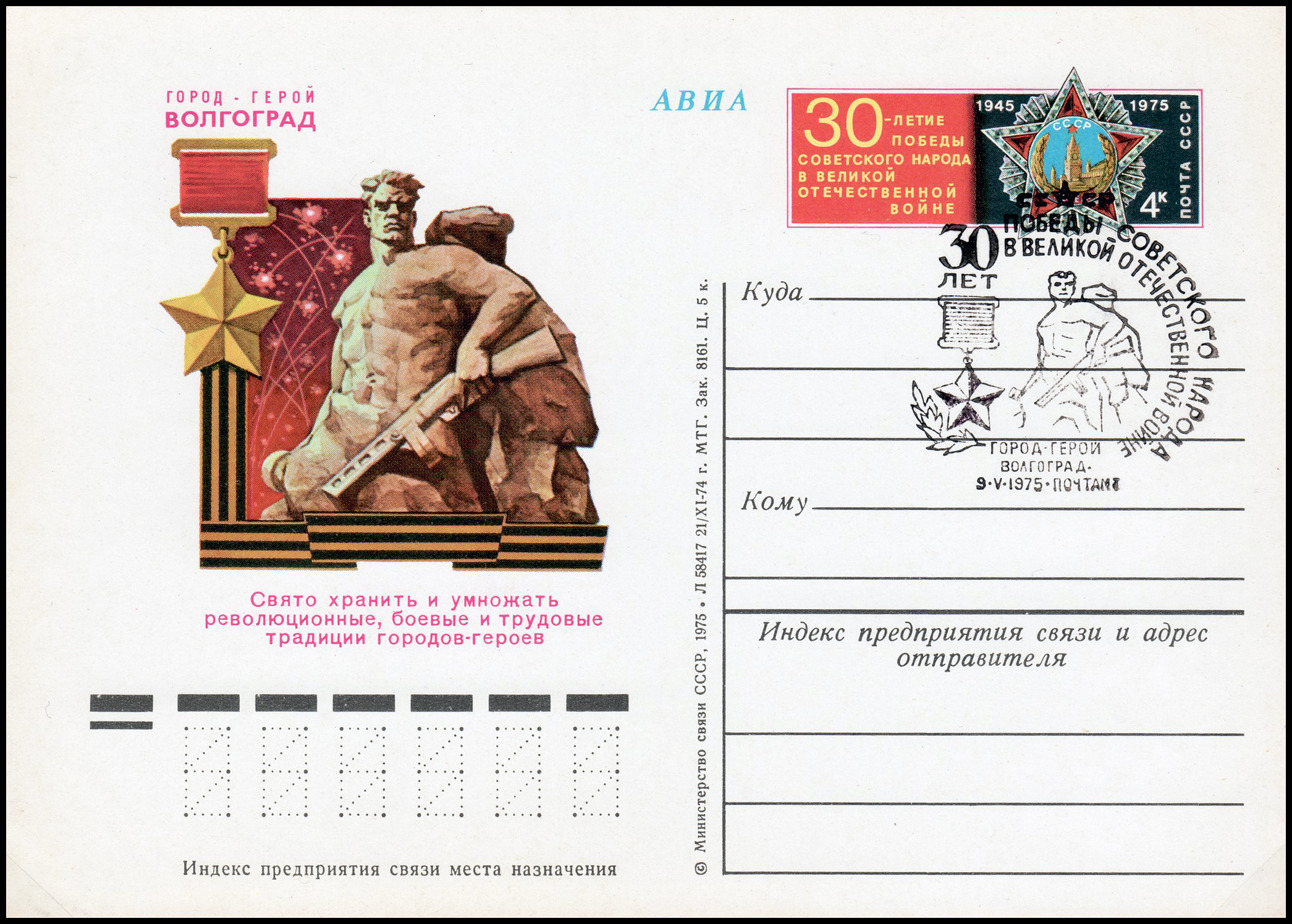
斯大林格勒
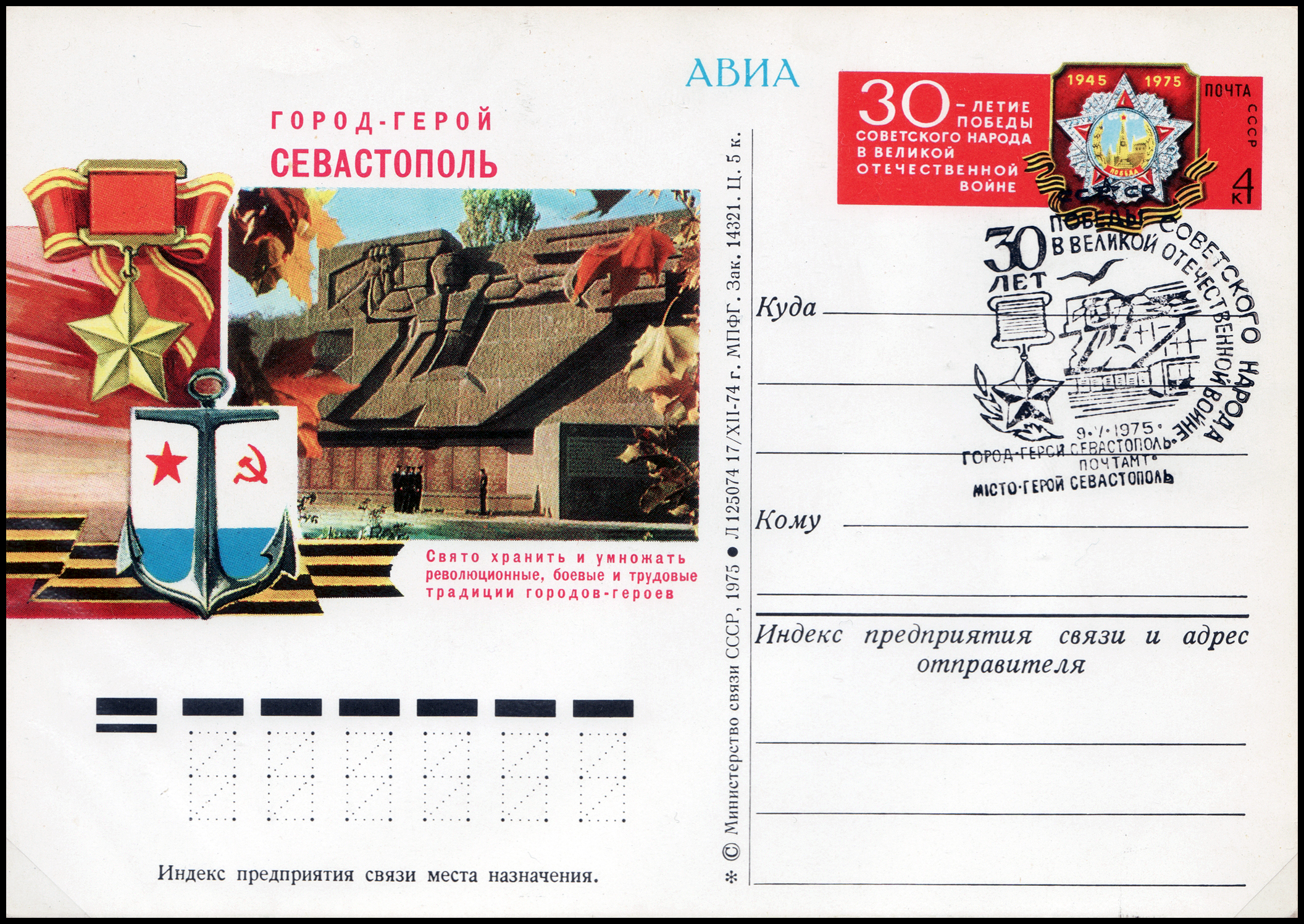
塞瓦斯托波爾
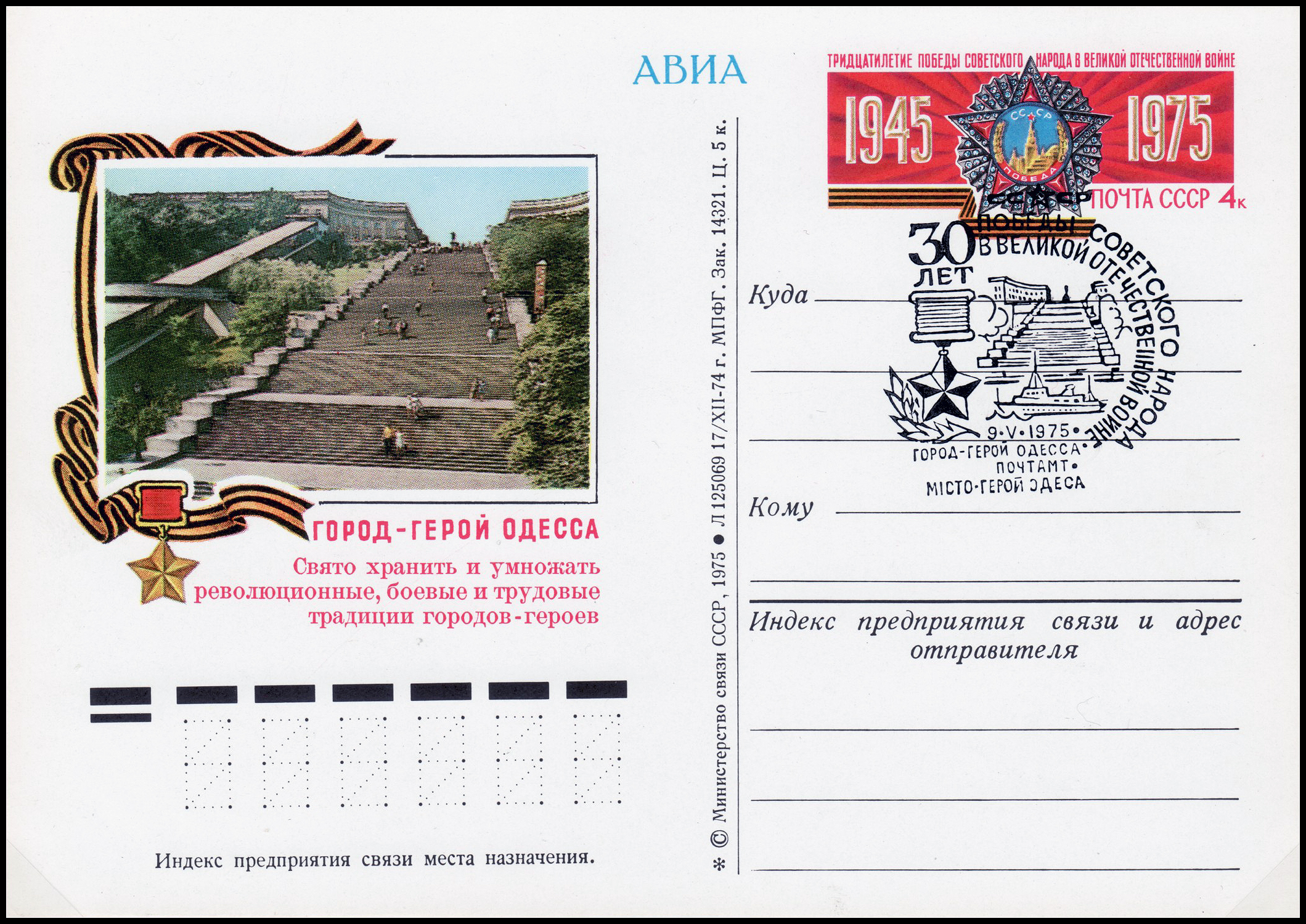
敖德薩
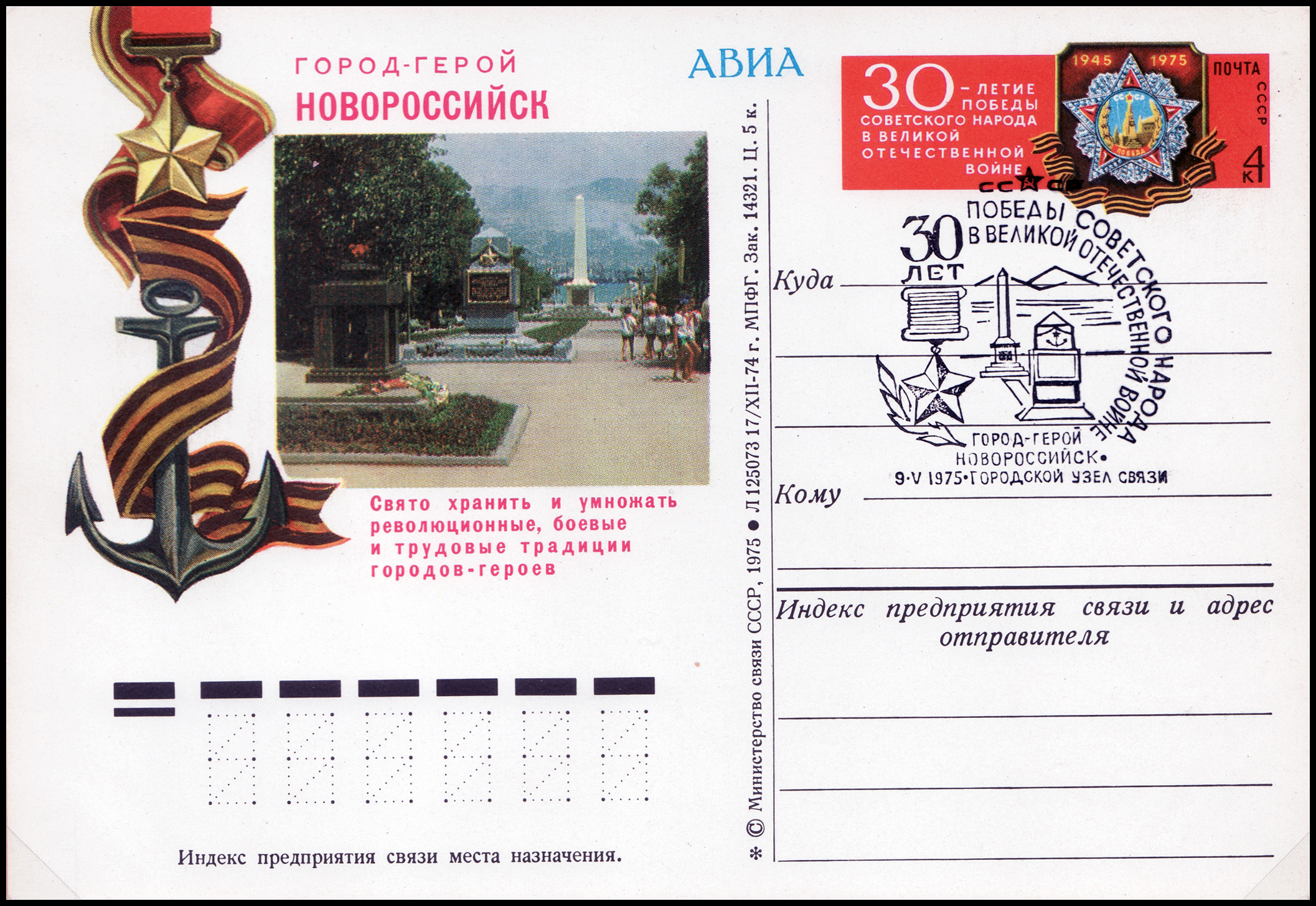
新羅西斯克
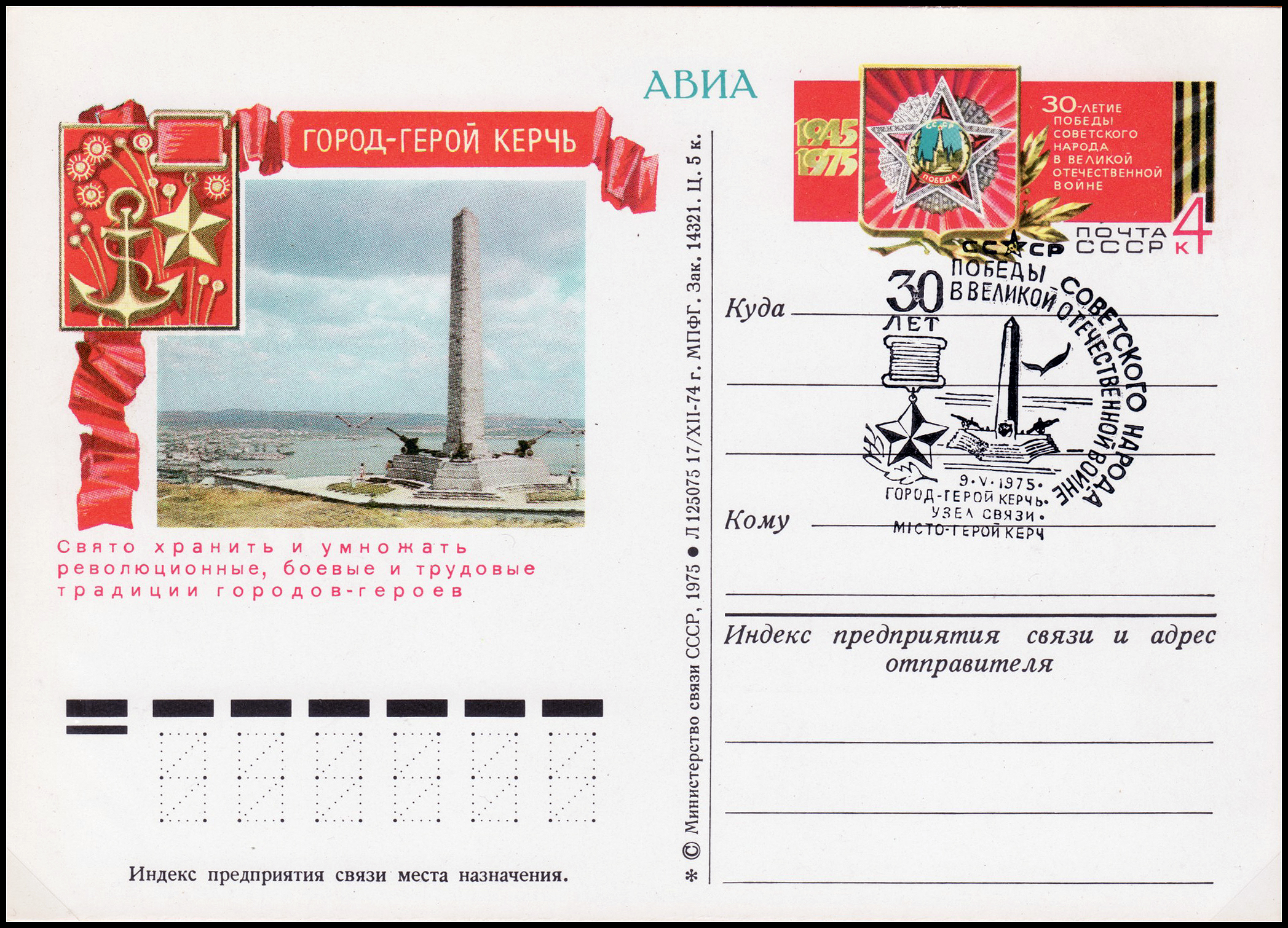
刻赤
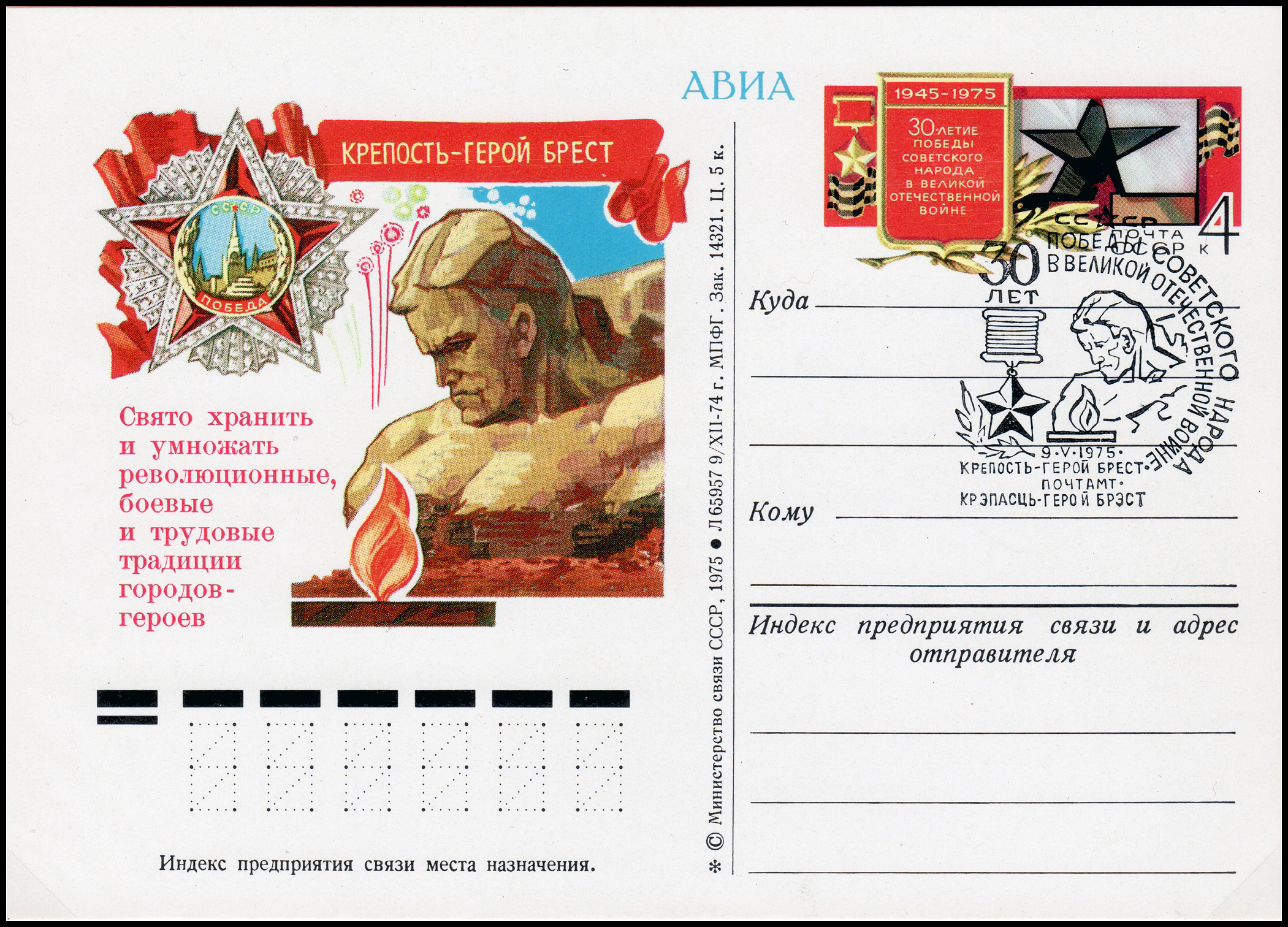
布列斯特要塞
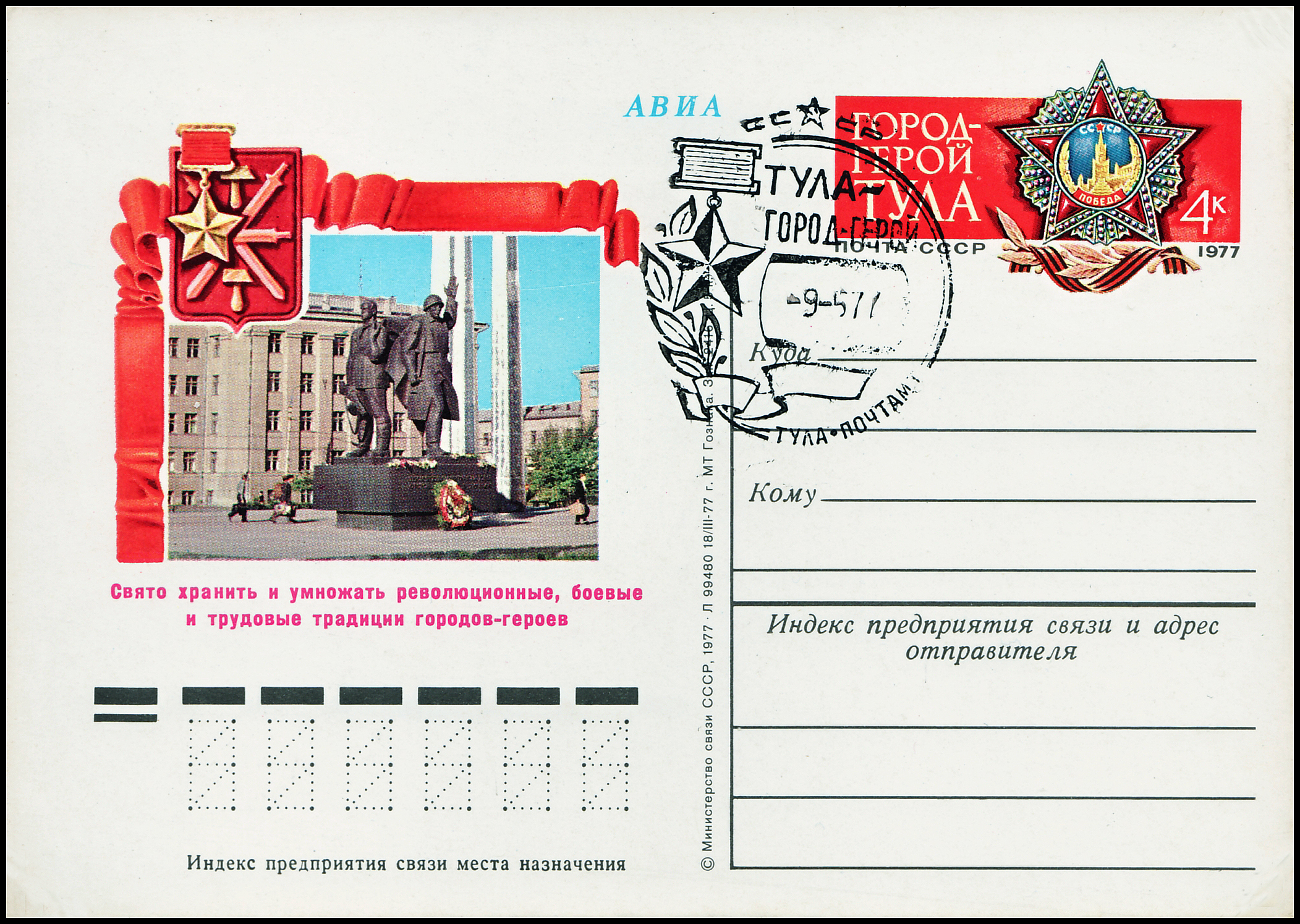
圖拉

### 硬幣
下為俄羅斯於2000年（德蘇戰爭勝利55週年）發行之硬幣，面值為2盧布。
- 正面
- 列寧格勒
- 莫斯科
- 摩爾曼斯克
- 新羅西斯克
- 斯摩棱斯克
- 斯大林格勒
- 圖拉

另外，俄羅斯亦於2017年另發兩枚紀念幣，將其在2014年克里米亚危机后占领的克里米亞城市視作俄羅斯城市一併處理。

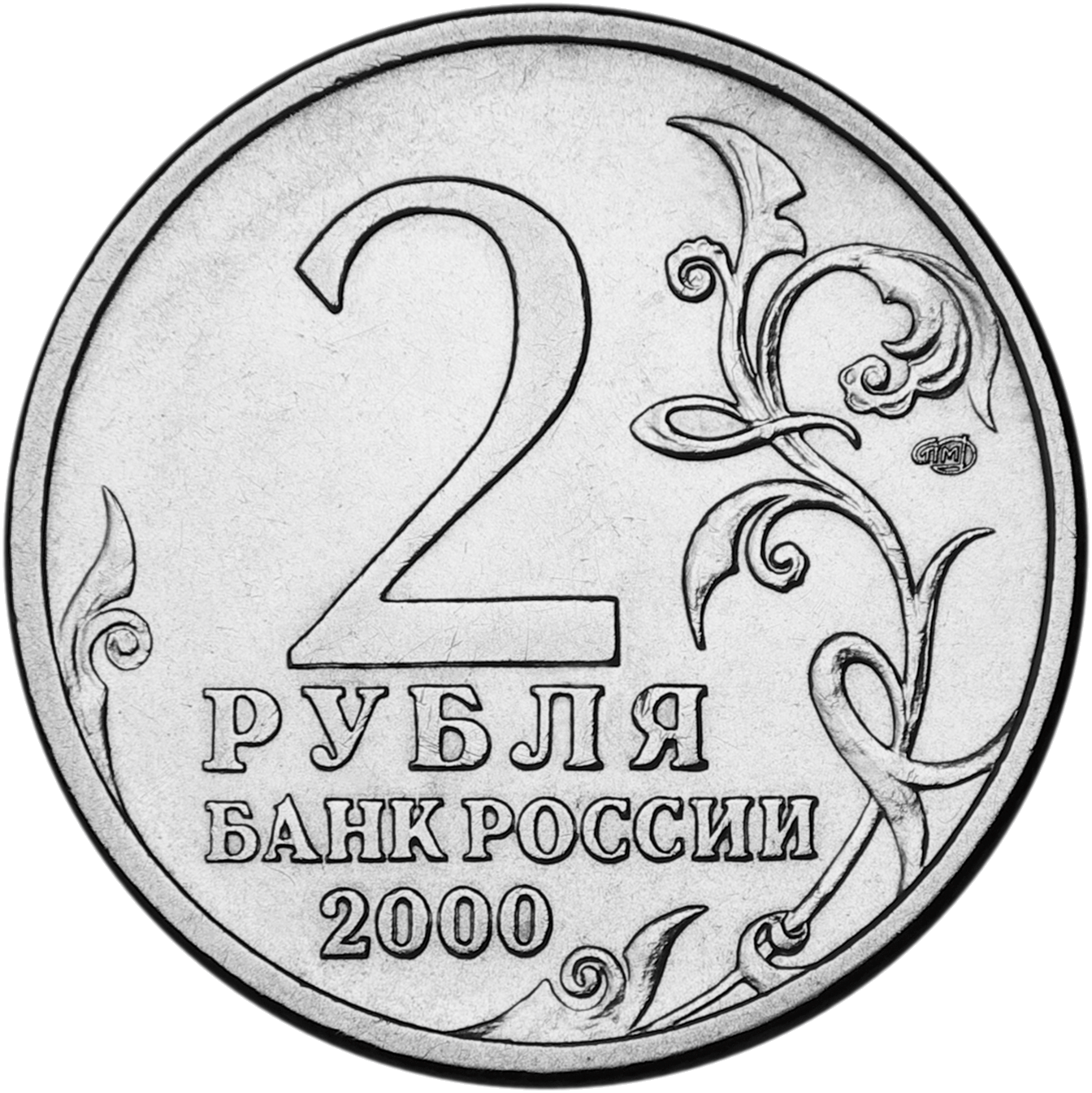
正面
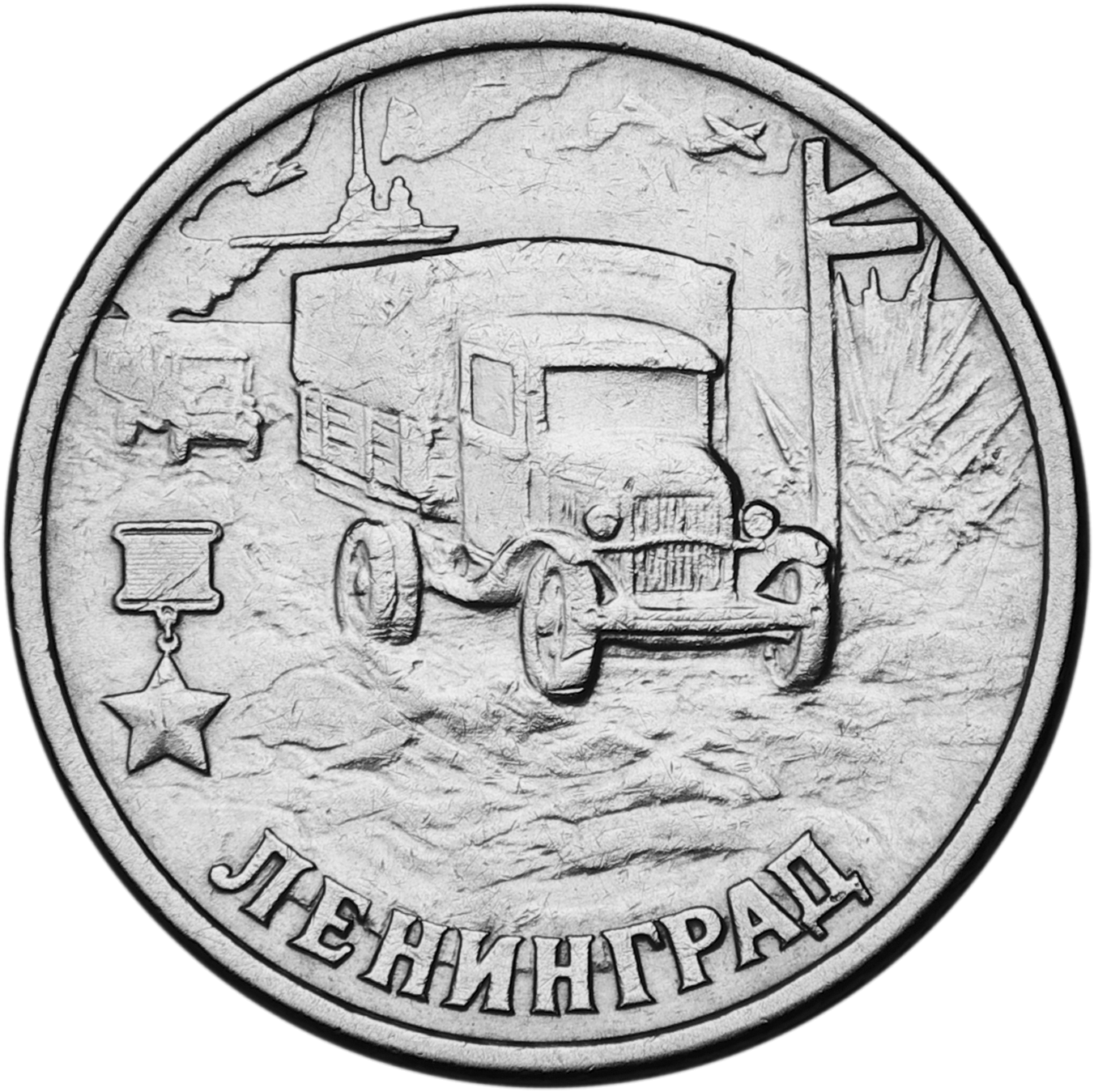
列寧格勒
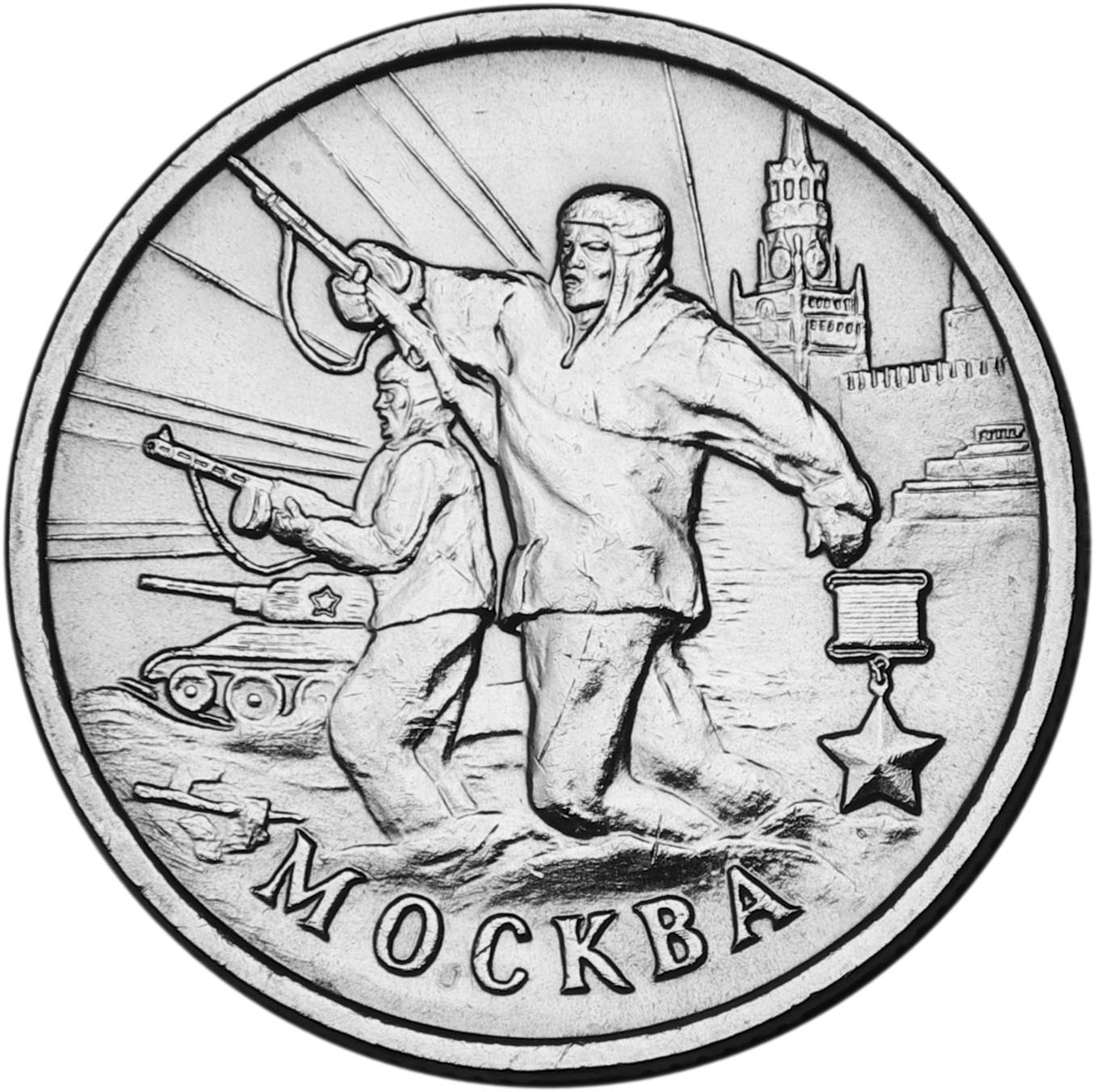
莫斯科
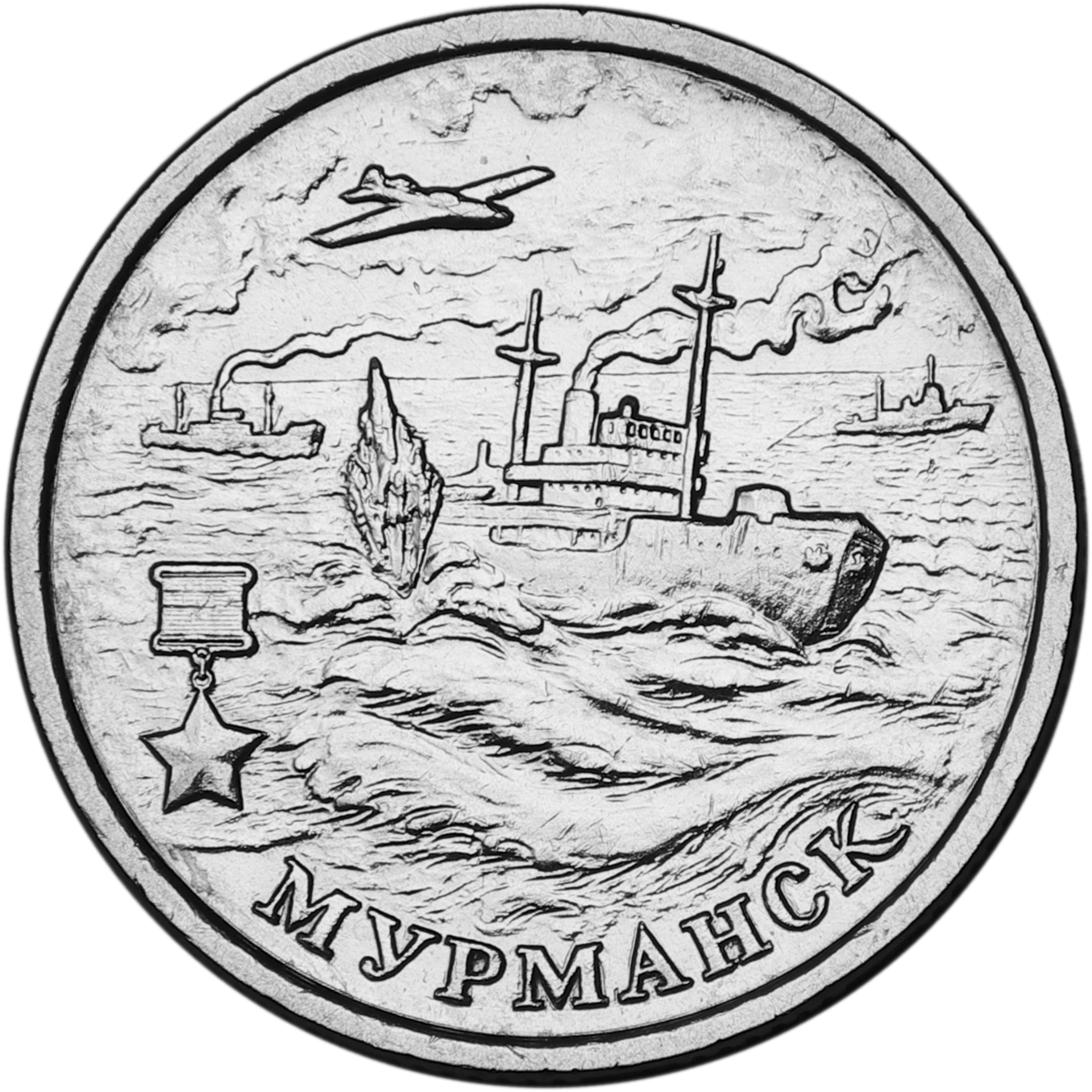
摩爾曼斯克
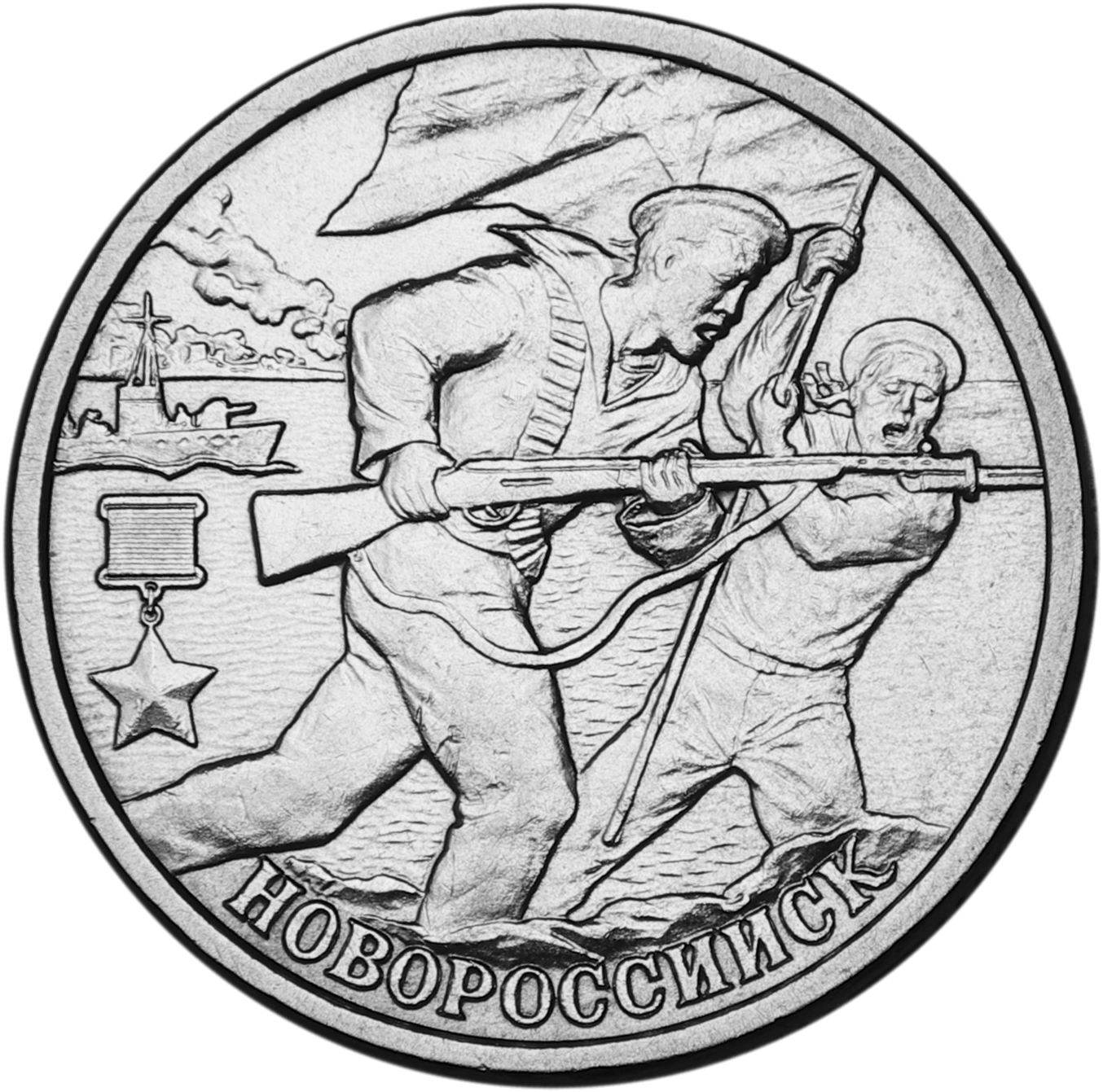
新羅西斯克
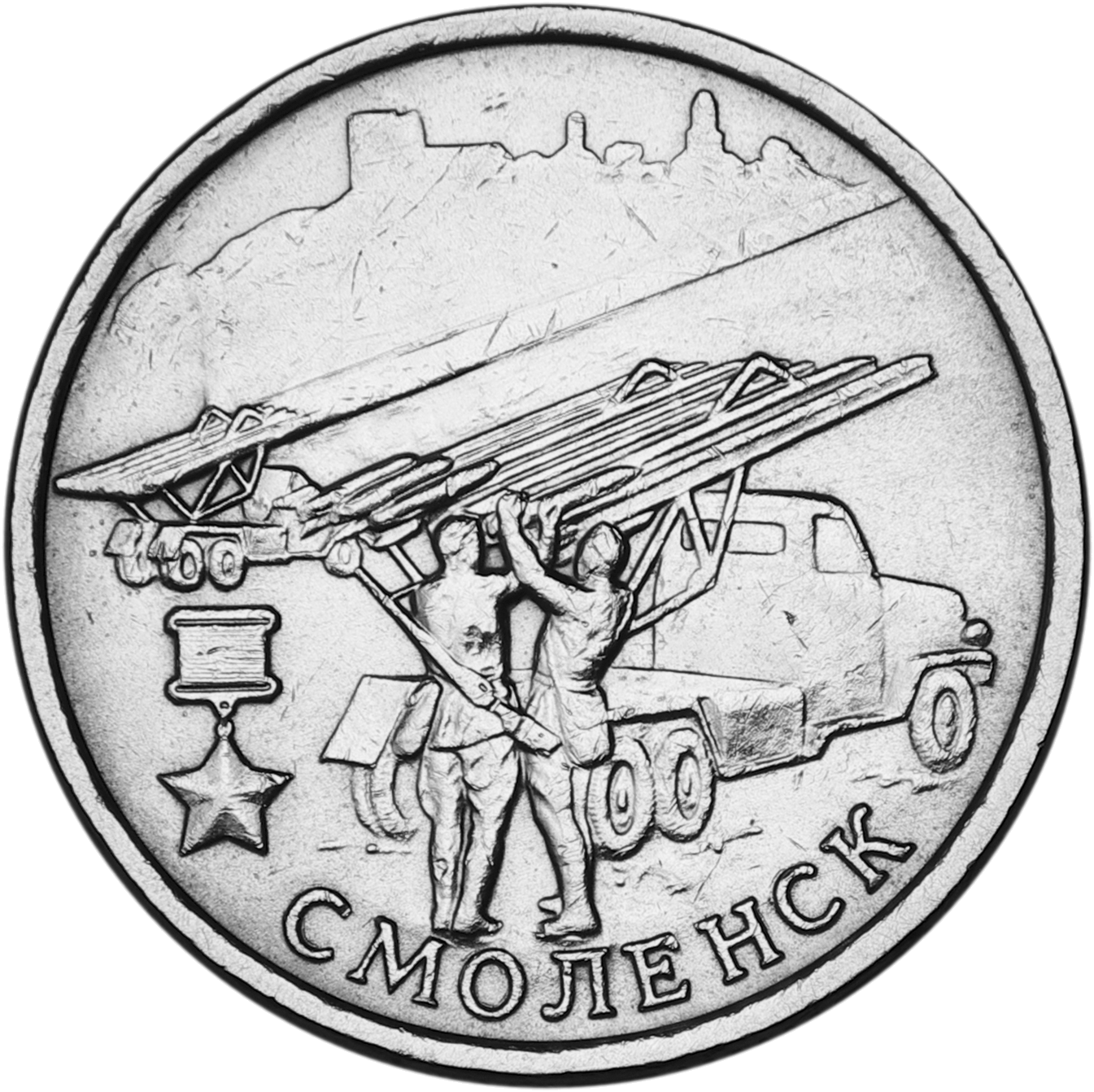
斯摩棱斯克
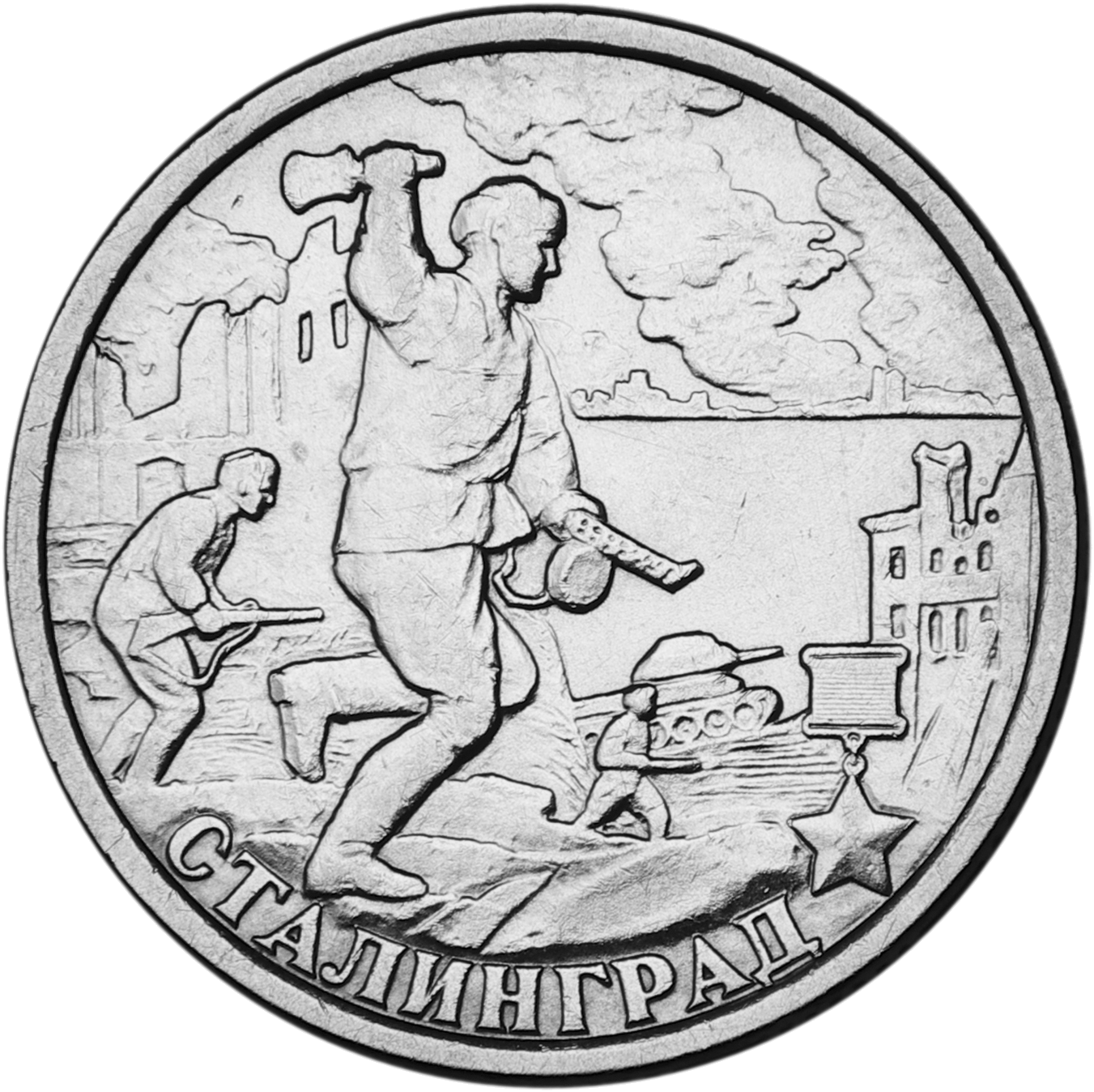
斯大林格勒
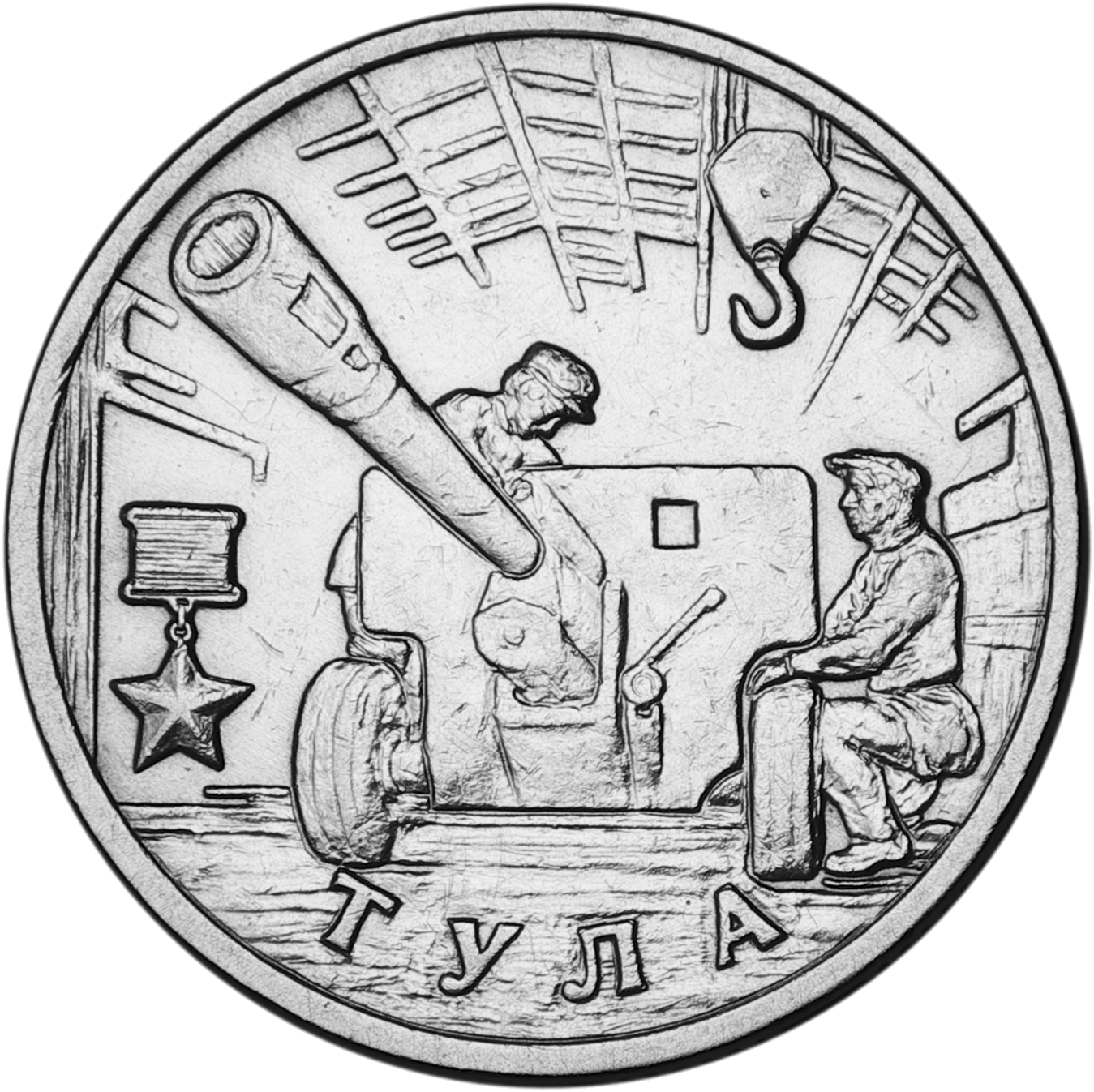
圖拉

- 塞瓦斯托波爾
- 刻赤

下為烏克蘭於1995年（德蘇戰爭勝利50週年）發行之硬幣，面值為200,000庫邦。

正面
- 基輔
- 敖德薩
- 刻赤
塞瓦斯托波爾
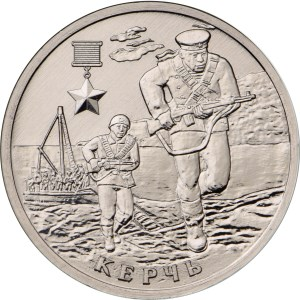
刻赤

白俄羅斯的硬幣中亦有明斯克英雄城市方尖碑的設計，但於1997年為慶祝獨立日發行，與蘇德戰爭勝利無關。

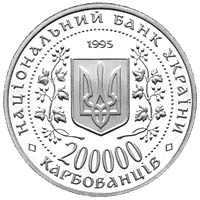
正面
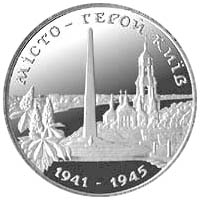
基輔
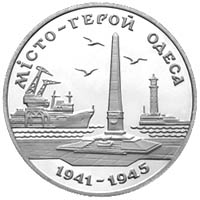
敖德薩
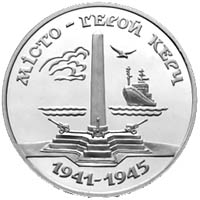
刻赤
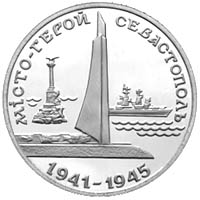
塞瓦斯托波爾

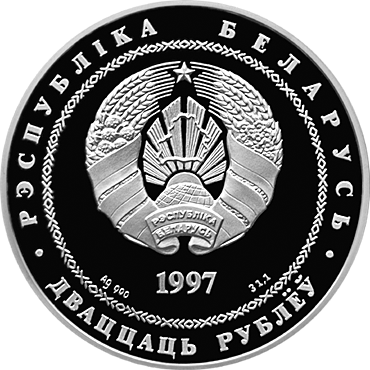
正面
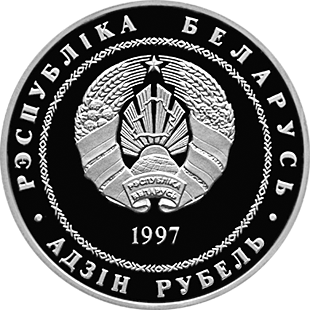
正面
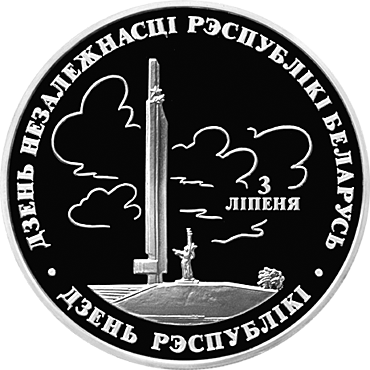
背面（明斯克勝利廣場方尖碑）

## 註腳
1. ↑  由於當時摩爾曼斯克和斯摩棱斯克都未獲此稱號，蘇聯政府並沒有為該兩個城市發行明信片。

## 外部連結
- Награды России （页面存档备份，存于）